# 14 Wielkopolski Pułk Artylerii Lekkiej

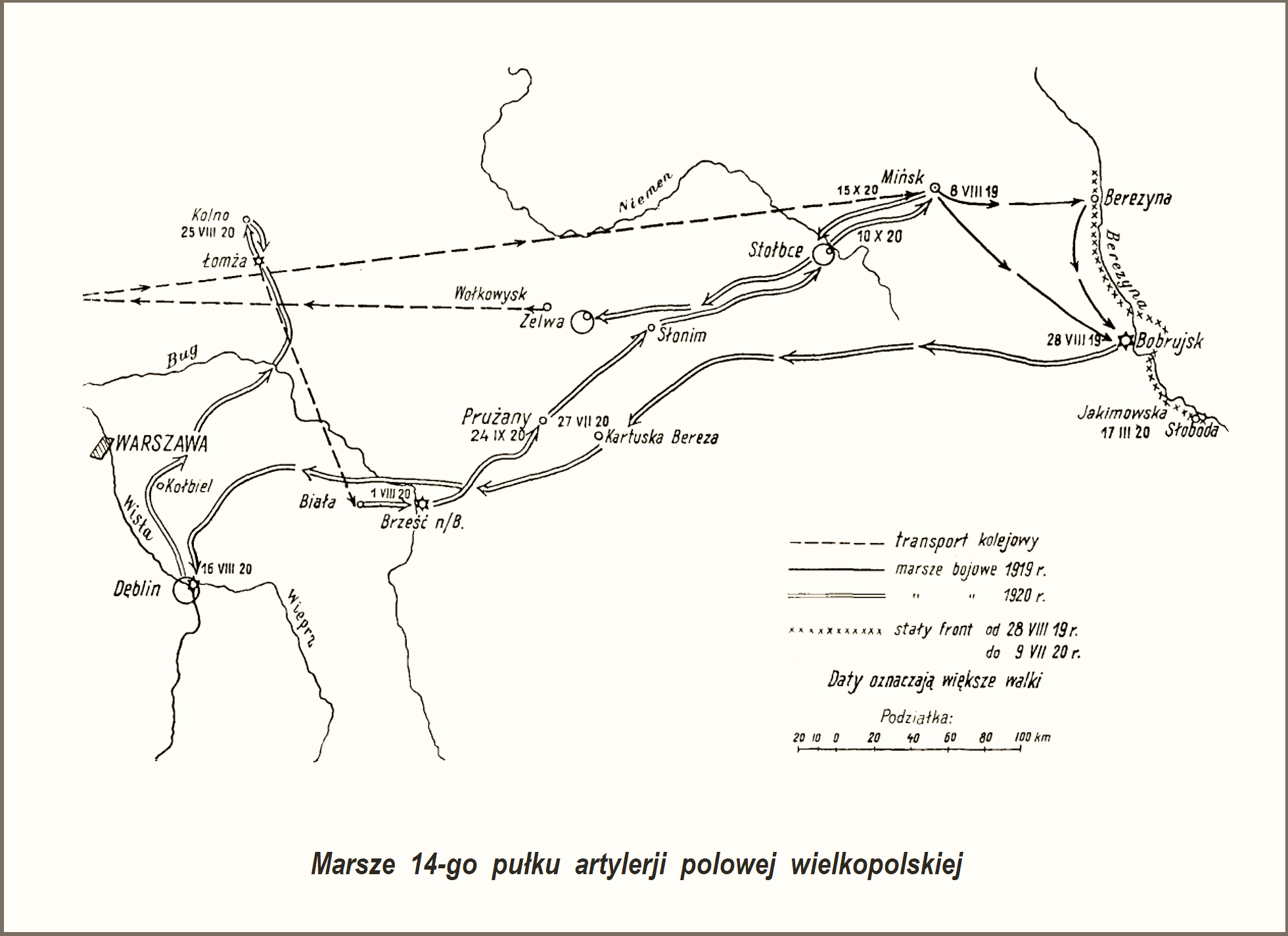
Stanisław Uziembło, Zarys historji wojennej 14-go pułku artylerji polowej wielkopolskiej

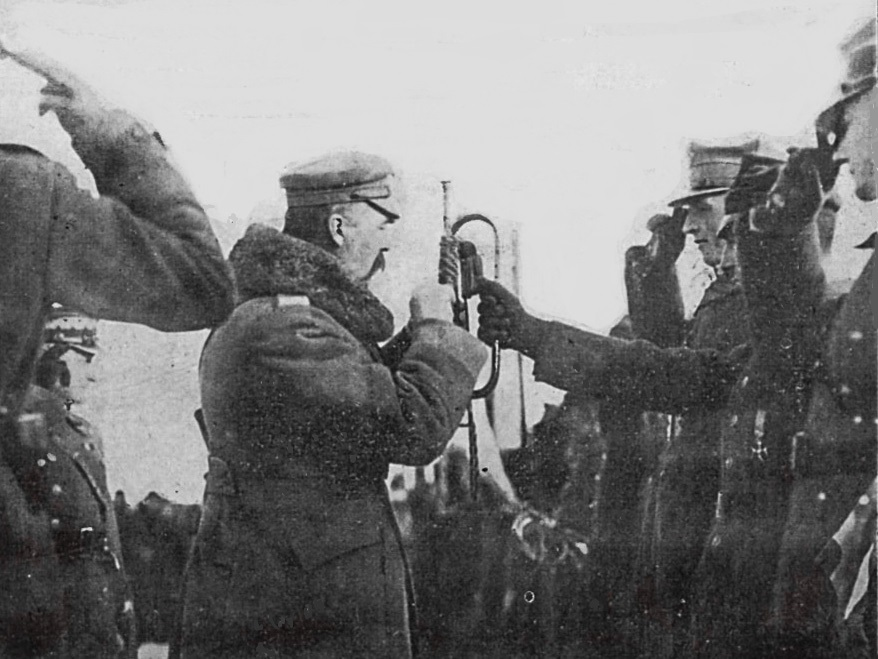
Marszałek Józef Piłsudski dekoruje trąbkę 14 pal Orderem Virtuti Militari

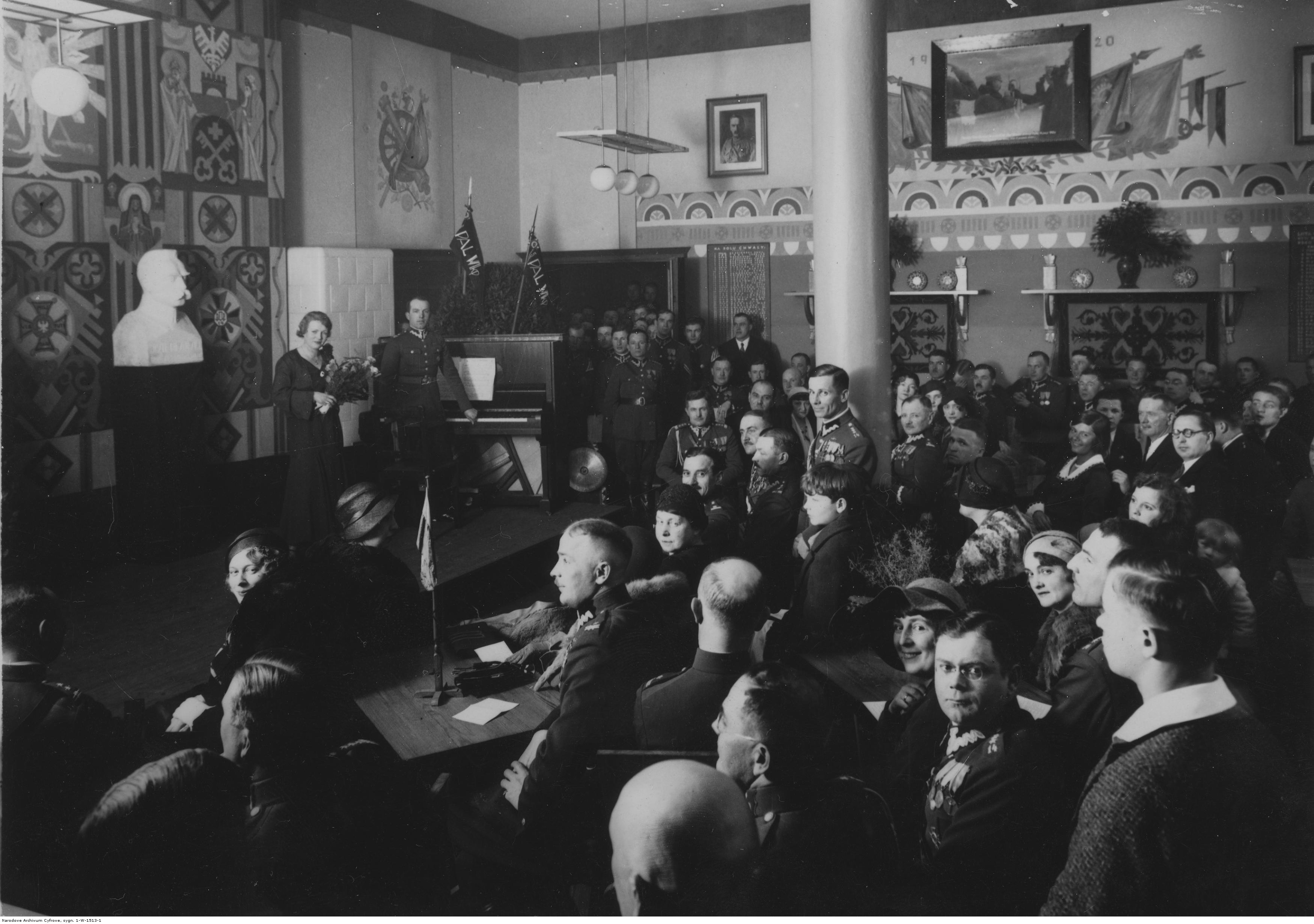
Poświęcenie świetlicy im. Marszałka Józefa Piłsudskiego w koszarach 14 pal 19 marca 1932 r.

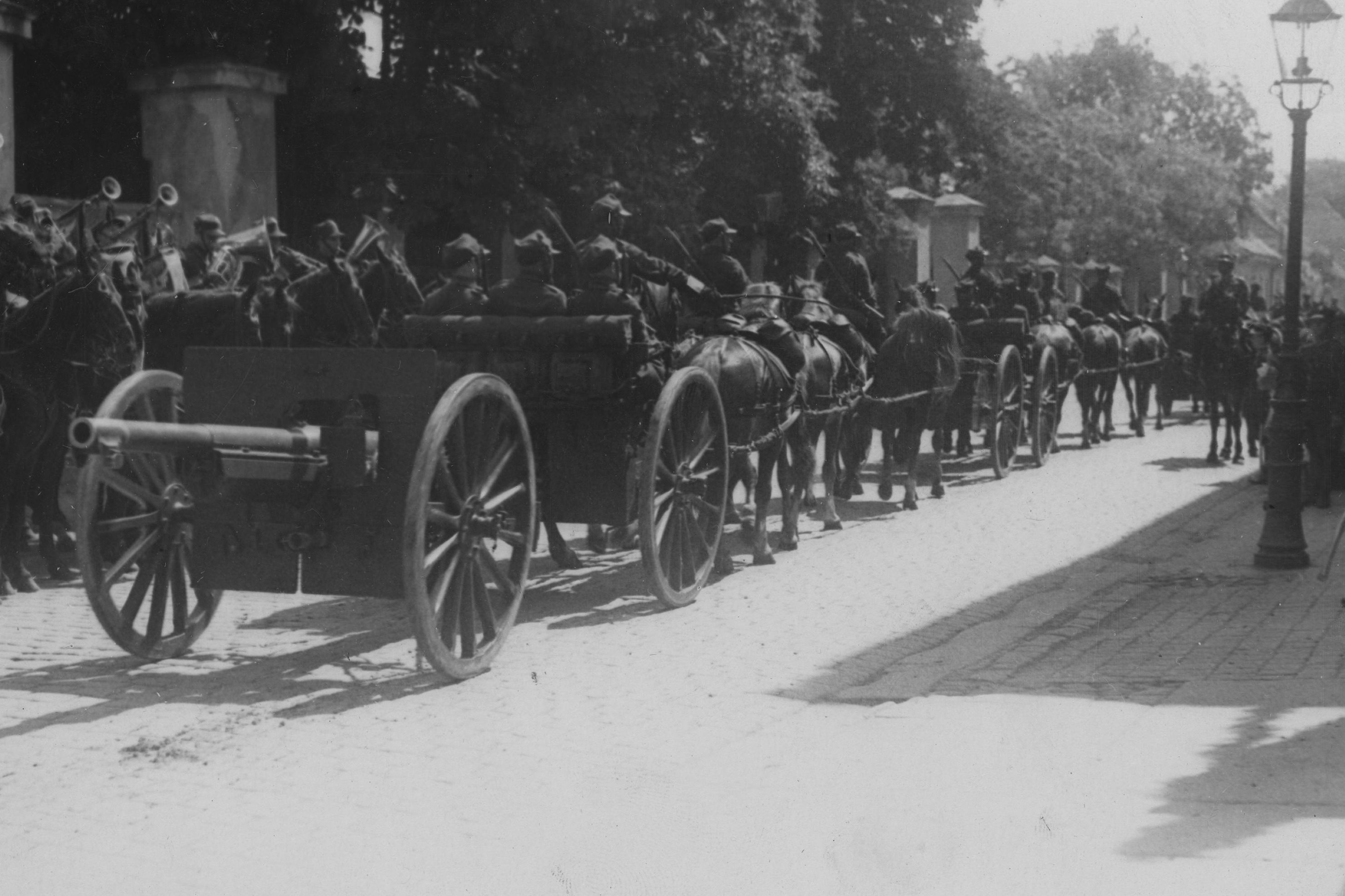
Święto 14 pal – defilada baterii armat polowych 75 mm wz. 1897 Schneider z przodkiem w trakcji konnej

14 Wielkopolski Pułk Artylerii Lekkiej (14 pal) – oddział artylerii lekkiej Armii Wielkopolskiej i Wojska Polskiego w II Rzeczypospolitej.
Do 1939 pułk stacjonował w garnizonie Poznań i wchodził w skład 14 Wielkopolskiej Dywizji Piechoty. Pod względem fachowym oddział podporządkowany był dowódcy 7 Grupy Artylerii.

## Formowanie i walki
28 maja 1919 w Wągrowcu ppłk Lucjan Kędzierski rozpoczął organizować 3 pułk artylerii polowej wielkopolskiej. Oddział powstał z połączenia II dywizjonu 1 pułku artylerii polowej wielkopolskiej i II dywizjonu 2 pułku artylerii polowej wielkopolskiej.
W lipcu 1919 w Biedrusku sformowano III dywizjon. W sierpniu 1919, po wyjeździe pułku na front litewsko-białoruski, utworzono baterię zapasową. Zadaniem baterii było szkolenie rezerw i uzupełnianie nimi pułku walczącego na froncie. Na bazie baterii zorganizowano nowe pododdziały: 10 baterię, IV dywizjon i II dywizjon 214 pułku artylerii polowej. 9 bateria pułku powstała 1 grudnia 1919. W styczniu 1920 został przemianowany na 14 pułk artylerii polowej wielkopolskiej.
We wrześniu 1920 pułk dysponował armatami niemieckimi i francuskimi.

### Mapy walk pułku

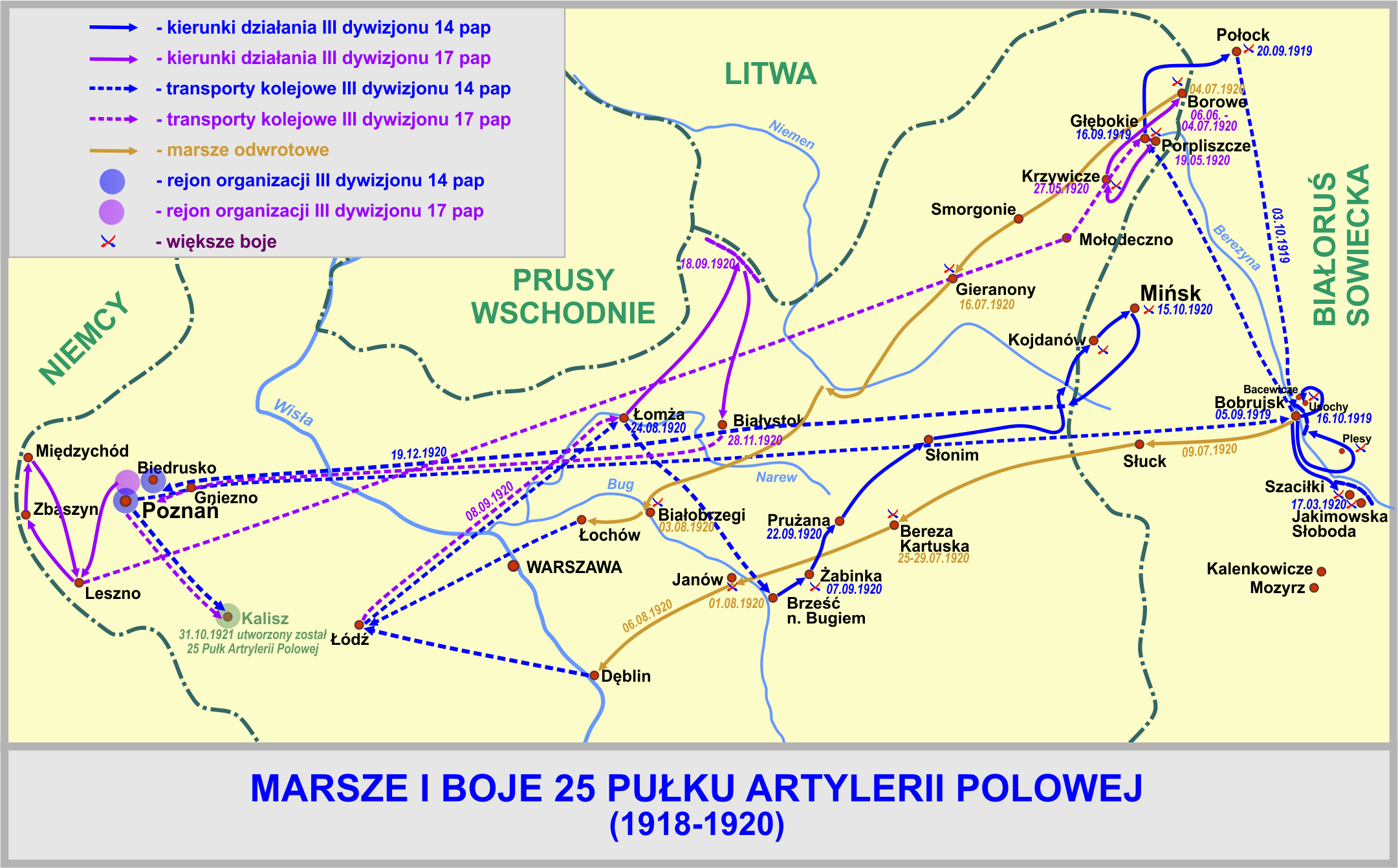
Marsze i boje III dywizjonu
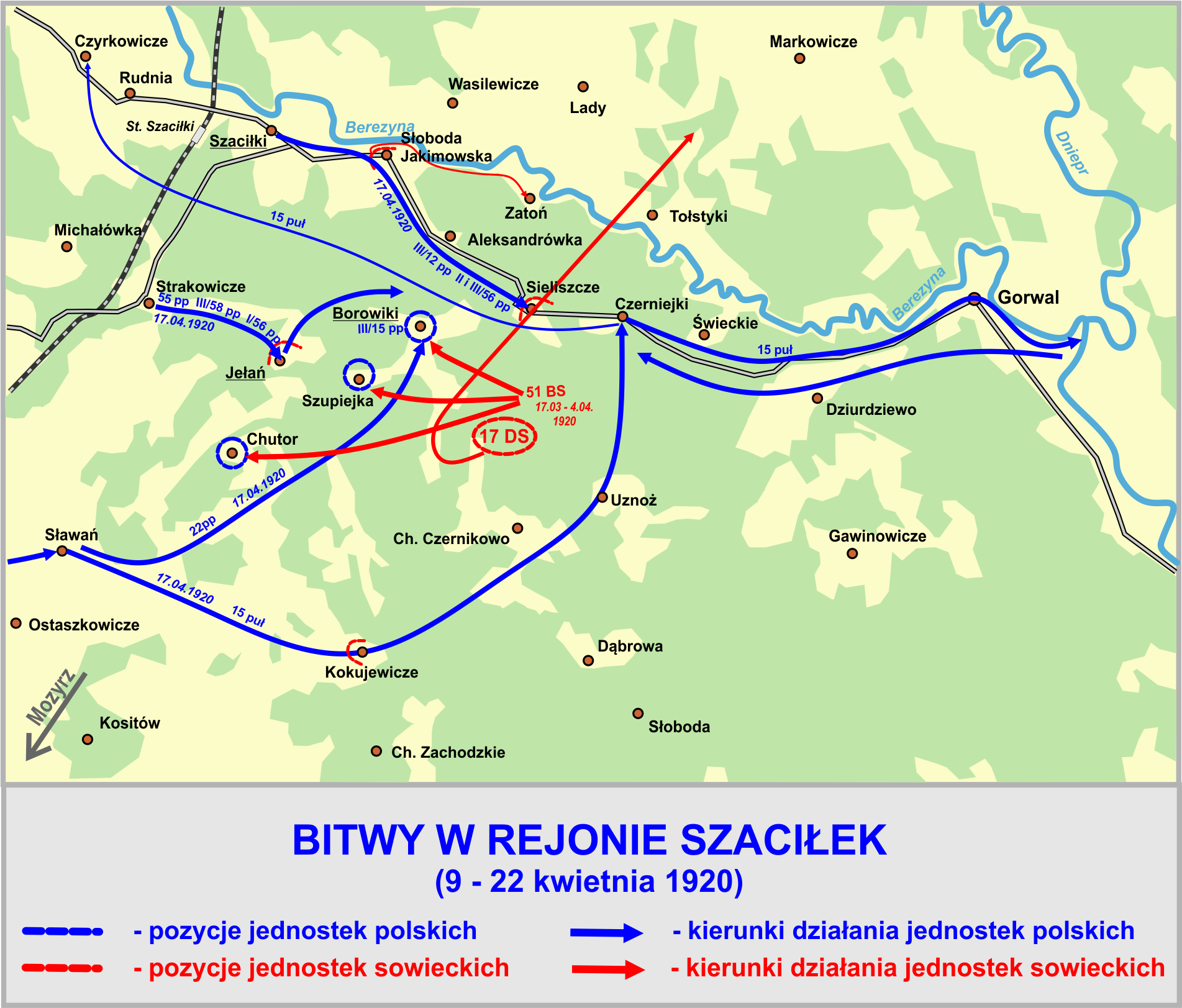
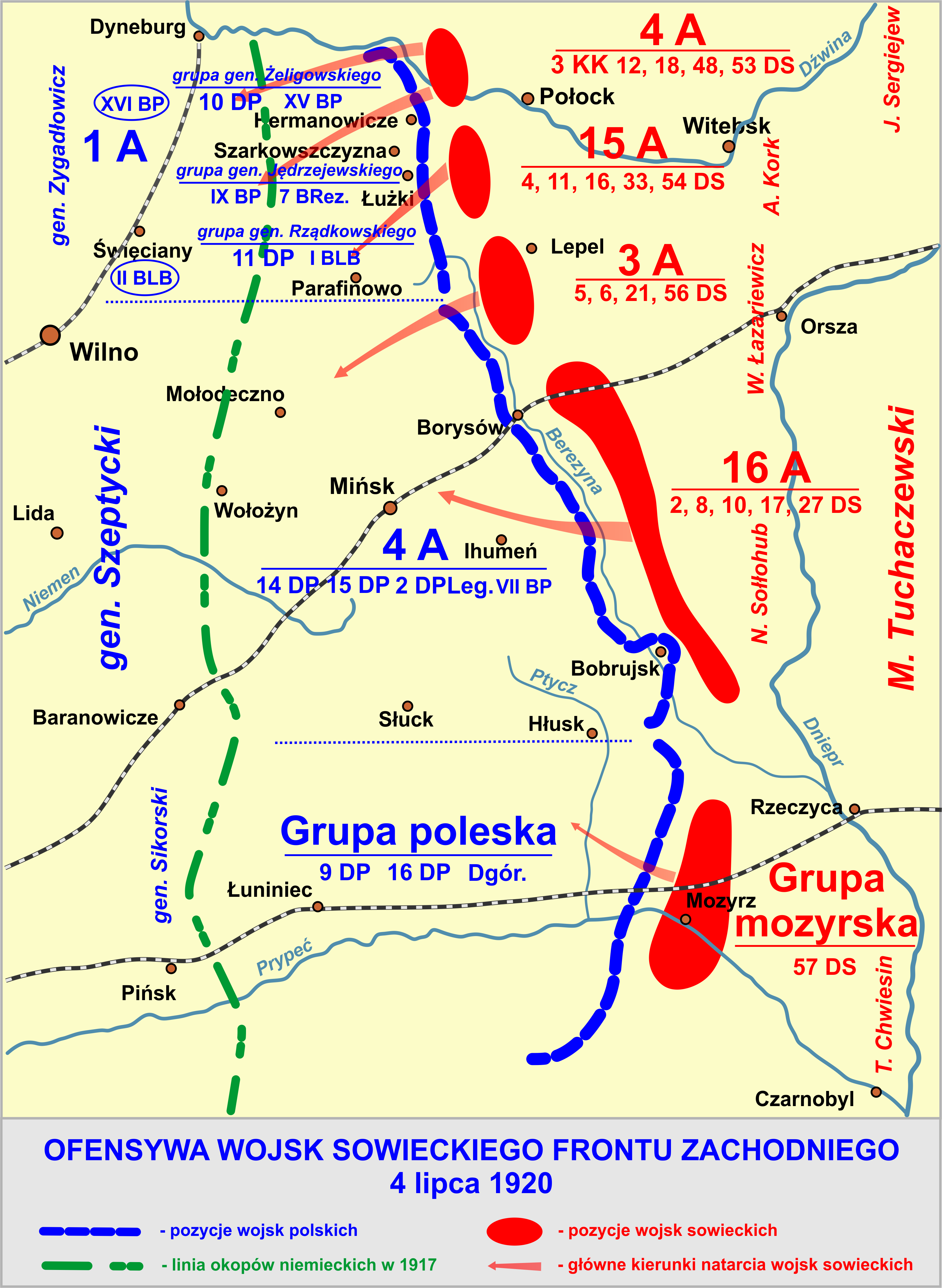
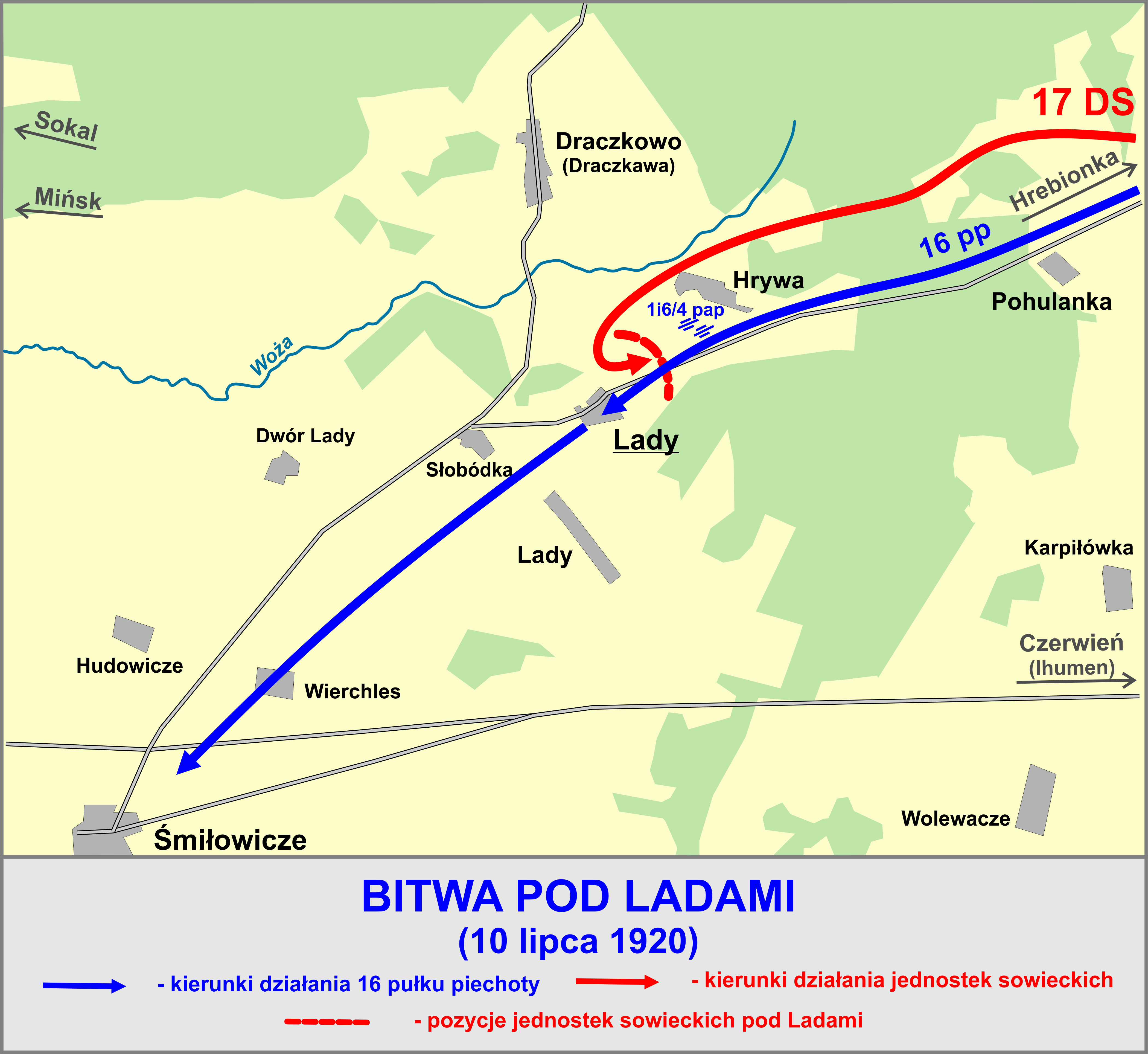
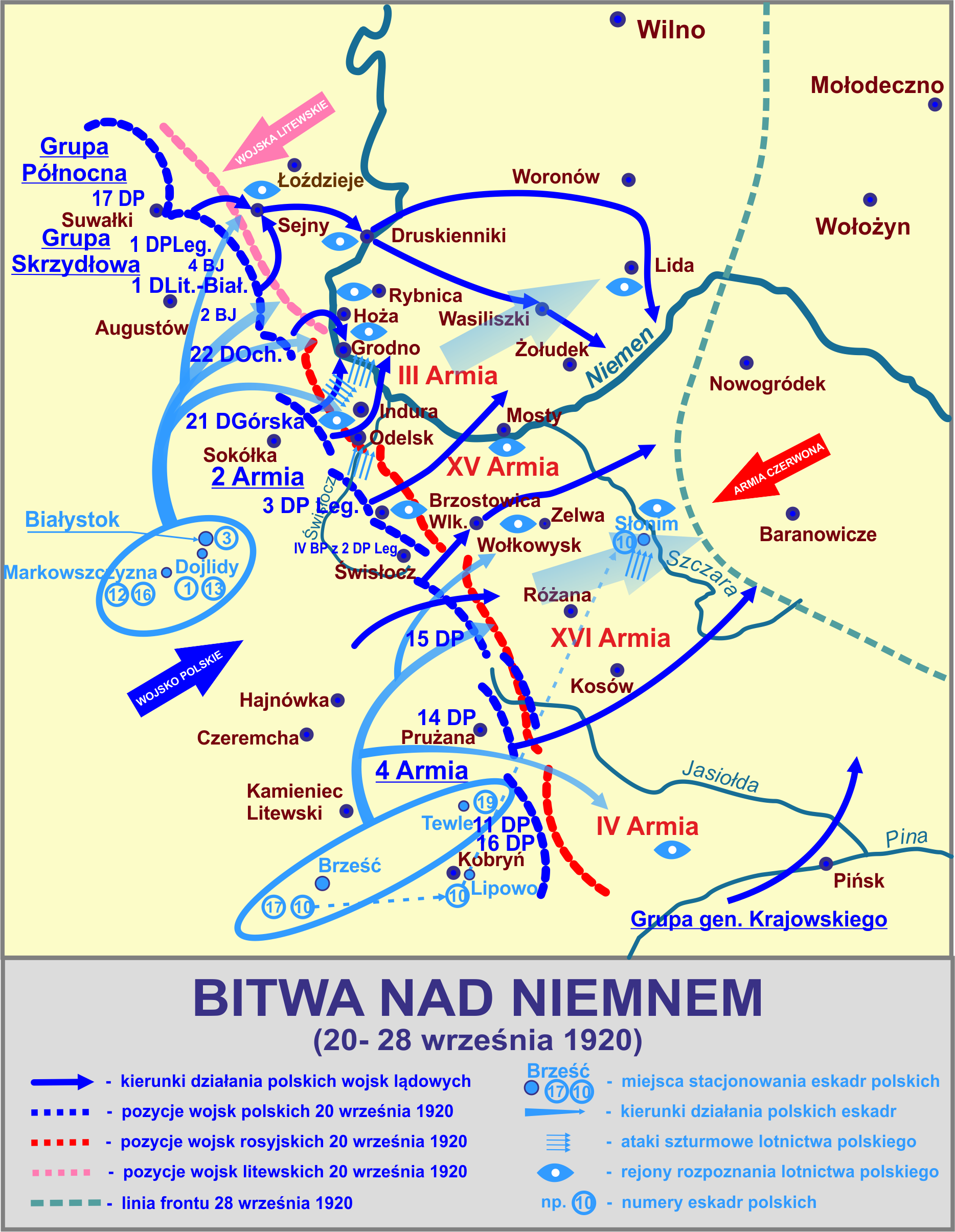
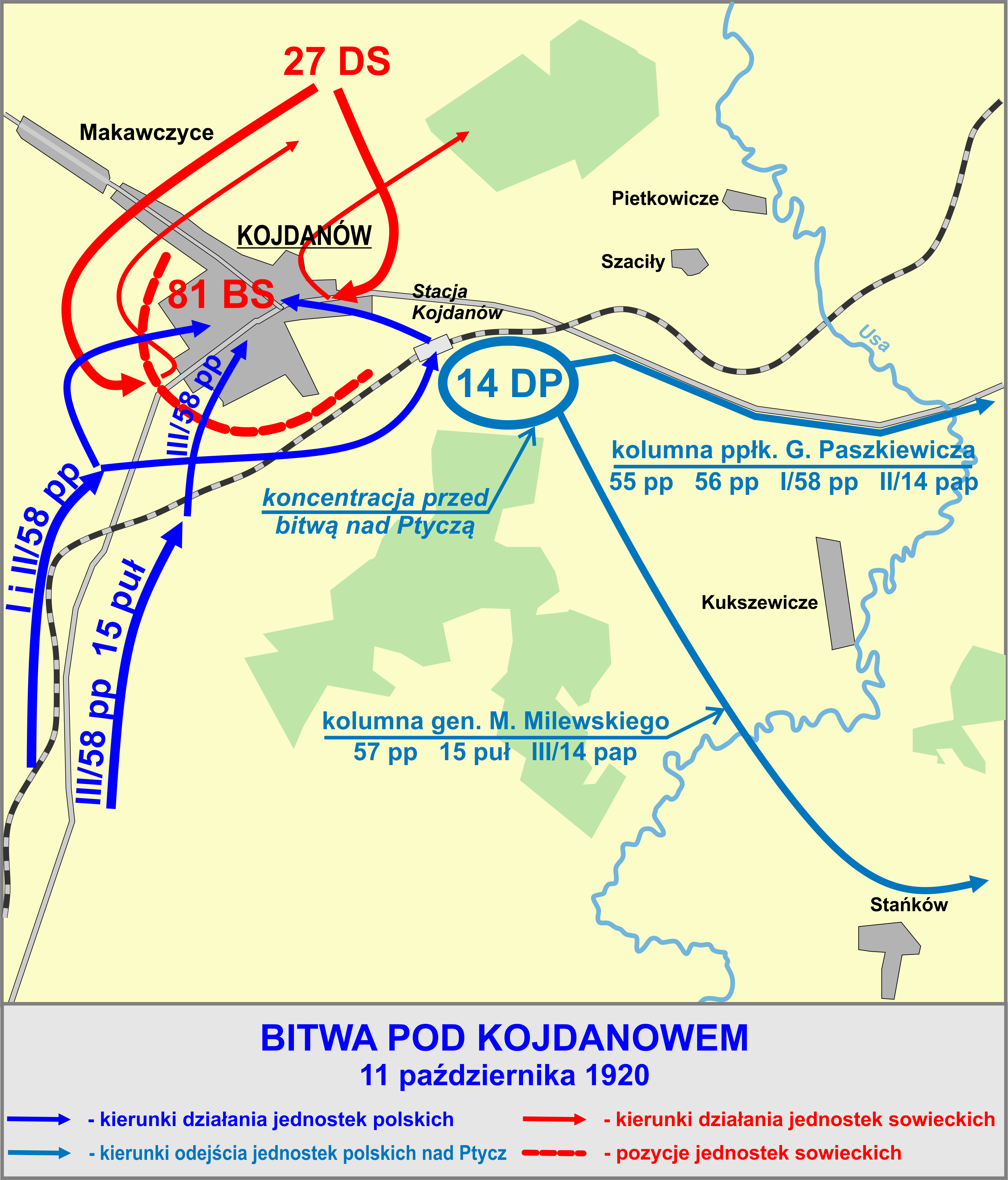
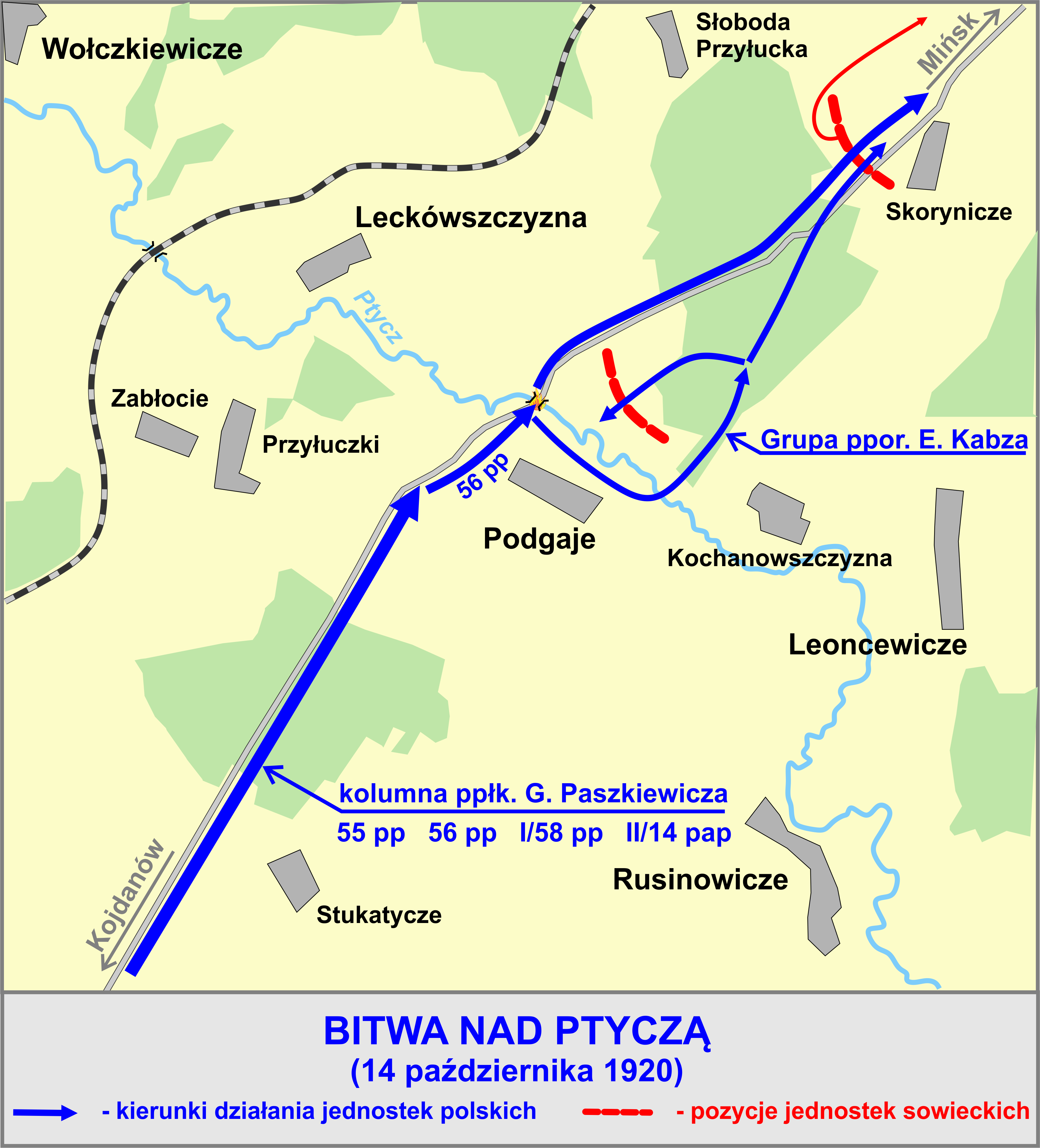

### Kawalerowie Virtuti Militari
| Żołnierze pułku odznaczeni Krzyżem Srebrnym Orderu Wojskowego Virtuti Militari | Żołnierze pułku odznaczeni Krzyżem Srebrnym Orderu Wojskowego Virtuti Militari | Żołnierze pułku odznaczeni Krzyżem Srebrnym Orderu Wojskowego Virtuti Militari |
| ------------------------------------------------------------------------------ | ------------------------------------------------------------------------------ | ------------------------------------------------------------------------------ |
| st. ogn. Stanisław Bobkiewicz                                                  | ogn. Józef Bodył                                                               | kpr. Franciszek Boroch                                                         |
| mjr Edward Brzeski                                                             | plut. Józef Buczkowski                                                         | ppłk Leon Dębski                                                               |
| ppor. Wacław Gadomski                                                          | ppor. Ludwik Gromczakiewicz                                                    | kan. Aleksander Gawroński                                                      |
| por. Karol Grocholski                                                          | plut. Józef Grzesiak                                                           | kpt. Karol Hauke                                                               |
| plut. Marcin Ignasiak                                                          | kpr. Bronisław Jędrzejewski                                                    | ppor. Marian Jasiński nr 2327                                                  |
| plut. Antoni Kaczmarek                                                         | bomb. Lech Kozielski                                                           | ppor. Zygmunt Krysztofiak nr 2322                                              |
| kpr. Stanisław Majewski                                                        | kpt. Zdzisław Orłowski                                                         | ppor. Ignacy Ozdowski nr 2326                                                  |
| ogn. Józef Ostrowski                                                           | por. Jan Pałubicki                                                             | ppor. Ryszard Sypniewski nr 1974                                               |
| ogn. Franciszek Schoener                                                       | kpr. Józef Sikora                                                              | bomb. Jan Szymański                                                            |
| kpt. Wacław Świeciński                                                         | ppor. Leon Wolf nr 1221                                                        |                                                                                |

## Pułk w okresie pokoju
Po zakończeniu działań wojennych IV/14 pap włączono do 30 pułku artylerii polowej, a II/214 pap stał się zalążkiem 23 pułku artylerii polowej.
Za zasługi bojowe w latach 1919–1920 pułk odznaczono orderem wojskowym Virtuti Militari. Trąbkę pułkową udekorował marszałek  Józef Piłsudski w Mołodecznie 3 grudnia 1920.
Do 1939 pułk stacjonował w garnizonie Poznań i wchodził w skład 14 Wielkopolskiej Dywizji Piechoty. Pod względem fachowym oddział podporządkowany był dowódcy 7 Grupy Artylerii.
1 stycznia 1932 oddział przemianowany został na 14 pułk artylerii lekkiej.
| Obsada personalna i struktura organizacyjna w marcu 1939 | Obsada personalna i struktura organizacyjna w marcu 1939 |
| -------------------------------------------------------- | -------------------------------------------------------- |
| dowódca pułku                                            | ppłk Jan Franciszek Teuchman                             |
| I zastępca dowódcy                                       | ppłk mgr Michał II Terlecki                              |
| adiutant                                                 | kpt. Zygmunt Ryszard Lisowski                            |
| naczelny lekarz medycyny                                 | kpt. dr Józef Władysław Stęplewski                       |
| starszy lekarz weterynarii                               | mjr Franciszek Urbanik                                   |
| oficer zwiadowczy                                        | kpt. Aleksander Ludwik Lichoń                            |
| II zastępca dowódcy (kwatermistrz)                       | mjr Jan Szwed                                            |
| oficer mobilizacyjny                                     | kpt. adm. (art.) Stanisław Karoński                      |
| zastępca oficera mobilizacyjnego                         | kpt. Jan Rojek                                           |
| oficer administracyjno-materiałowy                       | kpt. Stanisław Morawski                                  |
| oficer gospodarczy                                       | kpt. int. Mieczysław Józef Kniżatko                      |
| oficer żywnościowy                                       | vacat                                                    |
| dowódca szkoły podoficerskiej                            | kpt. Marian Żuliński                                     |
| dowódca I plutonu                                        | ppor. Zygmunt Marian Marciniecki                         |
| dowódca II plutonu                                       | ppor. Józef Stachowski                                   |
| dowódca plutonu łączności                                | kpt. Franciszek Oleszczuk                                |
| oficer plutonu                                           | por. Jerzy Kulik                                         |
| dowódca I dywizjonu                                      | mjr Jan VII Kowalski                                     |
| dowódca 1 baterii                                        | kpt. dypl. Albert Szaad                                  |
| dowódca plutonu                                          | por. Jan Bronikowski                                     |
| dowódca 2 baterii                                        | kpt. Adam Franciszek Kostrzewski                         |
| dowódca plutonu                                          | ppor. Józef Gwizdała                                     |
| dowódca 3 baterii                                        | kpt. Zygmunt Piechocki                                   |
| dowódca plutonu                                          | ppor. Janusz Michał Tetzlaff                             |
| dowódca II dywizjonu                                     | mjr Leszek Lubicz-Nycz                                   |
| dowódca 5 baterii                                        | por. Ignacy Antoni Siciński                              |
| dowódca plutonu                                          | ppor. Stefan Jan Kaczor                                  |
| dowódca 6 baterii                                        | vacat                                                    |
| dowódca plutonu                                          | ppor. Witold Marian Stanisław Lipiński                   |
| dowódca plutonu                                          | ppor. Henryk Anastazy Dudeło                             |
| dowódca III dywizjonu                                    | mjr Władysław Marceli Królikiewicz                       |
| dowódca 7 baterii                                        | kpt. Mieczysław Hrabowski                                |
| dowódca plutonu                                          | ppor. Karol Szetkiewicz                                  |
| dowódca 8 baterii                                        | por. Mikołaj Ignatowicz                                  |
| dowódca plutonu                                          | ppor. Jan Loga                                           |

## Mobilizacja
23 marca 1939 w ramach działań mobilizacyjnych i osłonowych na rozkaz dowódcy Okręgu Korpusu nr VII wystawiono jedną baterię armat według etatu wojennego. W połowie maja, na podstawie kolejnych rozkazów, zorganizowano drugą baterię na etatach wojennych. 20 sierpnia powołano grupę rezerwistów z terenu Wielkopolski na ćwiczenia. 24 sierpnia od wczesnych godzin porannych w Poznaniu rozpoczęto mobilizację alarmową 14 pal. W ramach mobilizacji alarmowej w grupie niebieskiej w czasie od A+28 do A+54 zmobilizowano cały 14 pal do etatów wojennych. Dodatkowo zmobilizowano w pułku niżej wymienione pododdziały dla macierzystej dywizji w tej samej grupie i czasie od A+44 do A+60:  
- samodzielny patrol meteo nr 14,
- pluton parkowy uzbrojenia nr 701,
- kolumna taborowa parokonna nr 704,
- warsztat taborowy parokonny nr 701[14].

Mobilizacja przebiegła w sposób właściwy, stawiennictwo rezerwistów było planowe i zgodne z oczekiwaniami, pobór koni i wozów odbył się planowo i bez zakłóceń. Jedynie pewne opóźnienia miało podkuwanie koni. Po złożeniu przysięgi i przeglądzie przez dowódcę 14 Dywizji Piechoty gen. bryg. Franciszka Włada, pułk osiągnął gotowość bojową. 27 sierpnia I dywizjon wyruszył z Poznania, celem wsparcia 55 pułku piechoty, w okolice Leszna Wielkopolskiego. Od 29 sierpnia dywizjony II i III zajęły stanowiska ogniowe na terenie Poznania. Pułk w składzie macierzystej 14 DP wszedł w skład Armii „Poznań”.

## 14 pal w kampanii wrześniowej

### Działania bojowe

#### W obronie Wielkopolski i w marszu nad Bzurę
Ugrupowanie bojowe pułku o świcie 1 września 1939 przedstawiało się następująco: III/14 pal z baterią II/14 pal jako bezpośrednie wsparcie pułków 14 DP broniących Poznania; II/14 pal (bez baterii) wraz z 14 dywizjonem artylerii ciężkiej jako artyleria ogólnego działania; I/14 pal (bez baterii) na odcinku „Zaniemyśl” z 7 kompanią strzelecką 55 pp; bateria I dywizjonu na odcinku „Nowe Miasto” jako wsparcie batalionu II/68 pułku piechoty. W trakcie pierwszego nalotu lotnictwa niemieckiego na Poznań rano 1 września rannych zostało 5 żołnierzy baterii 8/14 pl. Po południu dowództwo pułku przeszło z koszar do Fortu Grolmana. Tego dnia nastąpiła zmiana na stanowisku dowódcy pułku; ppłk Jan Teuchman został wyznaczony na dowódcę Ośrodka Zapasowego Artylerii Lekkiej nr 7; dowództwo pułku objął zastępca ppłk Michał Terlecki. Po południu 2 września osłonę Poznania przejęła Podolska Brygada Kawalerii, a wieczorem 14 DP rozpoczęła przegrupowanie w rejon Swarzędza do odwodu Armii „Poznań”. Wieczorem dywizjon II/14 pal wraz z 57 pułkiem piechoty wykonał przegrupowanie poprzez Główną, Kobylnicę do lasów Wierzonka, Wierzenica. Dywizjon III/14 pal wraz z 58 pułkiem piechoty przemieścił się poprzez Rakownicę, Kramsko, Tuczno, Jerzykowo, Pobiedziska do lasów w rejonie Pobiedzisk. Bateria I dywizjonu z odcinka „Nowe Miasto” dołączyła do I/14 pal w rejonie Zaniemyśla.
3 września 14 pal dalej stacjonował w zajętych rejonach. Ok. godz. 11:00 II dywizjon został zbombardowany przez lotnictwo niemieckie, ale nie poniósł większych strat. Wieczorem 3 września, zgodnie z rozkazem Naczelnego Wodza, 14 pal wraz z 14 DP rozpoczął etapami odwrót na przedmoście „Koło”. Nocą 3/4 września II/14 pal wykonał marsz wraz z 57 pp poprzez Kostrzyn i Neklę, III/14 pal wraz z 58 pp poprzez Pobiedziska i Czerniejewo. I/14 pal wraz z 55 pp w dalszym ciągu przebywał w rejonie Zaniemyśla. Popołudniem I/14 pal wraz z 55 pp wykonał marsz poprzez Środę Wielkopolską do Wrześni, skąd dalej pomaszerował na Gutów. Kolejnym nocnym marszem 4/5 września dywizjony II i III maszerowały do Witkowa, gdzie rano 5 września II dywizjon znalazł się w lasach na północ od wsi Niezgoda, a III dywizjon w rejonie Skorzęcin, Skubarczewo. Natomiast I dywizjon o godz. 9:00 zatrzymał się na postój w rejonie wsi Staw i Wólka. Nocą 5/6 września dalszy marsz wykonano w rejon Skulska. II/14 pal zatrzymał się na postój w Skulskiej Wsi, a III/14 pal w rejonie wsi Góra. I dywizjon i 55 pp maszerowały przez Słupcę, Koszuty Duże, Kamień do Kazimierza Biskupiego. W dalszym ciągu 14 pal, realizując rozkazy, kolejnym nocnym marszem 6/7 września osiągnął rejon Kłodawy. II/14 pal dotarł do Nowin Brdowskich i lasu na południe od Brdowa, III/14 pal do Zakrzewa, Brzezia, a I dywizjon osiągnął lasy w rejonie Osiek, Felicjanów. 7/8 września nocnym marszem 14 pal przemieszczał się do rejonu Krośniewic. Osiągnął do godz. 9:00 rejony: I/14 pal Domaników, III/14 pal las Ostrowy, II/14 pal las na zachód od Krośniewic, z jedną baterią wysuniętą jako ubezpieczenie, na południe od Krośniewic.      

#### Udział w bitwie nad Bzurą
W związku z przygotowaniami do zwrotu zaczepnego, 14 DP w składzie Grupy Operacyjnej gen. bryg. Edmunda Knolla-Kownackiego, po południu 8 września, przegrupowała się do rejonu na południowy wschód od Kutna. Rano 9 września 14 pal zajął stanowiska ogniowe: I dywizjonem w lesie na północ od Strzegocina, III dywizjonem w rejonie wsi Sklęczki. II dywizjon został zadysponowany bateriami do batalionów 57 pp: 4/14 pal z III/57 pp w rejonie Wojciechowice, Marcinów, 5/14 pal z II/57 pp Rybie, Stefanów i 6/14 pal z I/57 pp Marcinów, Świniary. 14 DP miała nacierać przez Bzurę na Piątek; rozkazem jej dowódcy artyleria miała nie wykonywać przygotowania artyleryjskiego natarcia. Wsparcie ogniowe miało być udzielane tylko na żądanie piechoty. Natarcie pierwszorzutowych pułków miały wspierać: 55 pp, I dywizjon, 57 pp, II dywizjon. III/14 pal i 14 dac stanowiły artylerię ogólnego działania. Baterie i dywizjony pułku zajmowały sukcesywnie stanowiska ogniowe od godz. 16:45 w rejonach wyjściowych piechoty: 1/14 pal w rejonie dworu Ktery, 2/14 pal i 3/14 pal w rejonie wsi Ktery. Ok. godz. 17:30 II/14 pal w rejonie wsi Siemieniczki, Siemienice, Młogoszyn.
O godz. 18:00 14 DP ruszyła do natarcia; po sforsowaniu Bzury natarcie obu pułków utknęło na przedpolach pierwszych miejscowości, które były pośrednimi obiektami natarcia w ich pasie natarcia. Pomimo wsparcia ogniem artylerii, 55 pp zaległ pod Głupiejewem i Balkowem, a 57 pp przed Goślubem. 10 września o świcie niemiecka piechota wykonała przeciwuderzenie w rejonie Balkowa, które zostało zatrzymane ogniem bezpośrednim dywizjonu I/14 pal. O godz. 8:00 55 pp ponownie przeszedł do natarcia, przy skutecznym wsparciu I dywizjonu. Po uporczywych walkach ok. 12:00, 55 pp osiągnął swoje dalsze przedmioty natarcia: Gaj Stary i Stawy. II/14 pal wykonał o świcie silne przygotowanie ogniowe natarcia i po skończonej nawale 57 pp, o godz. 6:00 wznowił natarcie, zdobył w walce przy wsparciu poszczególnych baterii wsie Górki Pęcławskie, Piekary, Orenice, Goślub I, Janowice, Pokrzywnice. 6/14 pal odparła niemiecki kontratak w rejonie Goślubia II. Przy wydatnym wsparciu II/14 pal, 57 pp o godz. 13:00 zdobył miasto Piątek. I/14 pal wspólnie z 55 pp przeszedł do pościgu za cofającym się nieprzyjacielem. Ok. godz. 16:00 bateria 1/14 pal wraz z batalionem III/55 pp, zdobyły wieś Borowiec; podczas dalszego pościgu I/14 pal wraz z 55 pp ok. godz. 22:00 dotarły do rejonu Kwilno, Lorenki. W zajętym rejonie oczekiwano dalszych rozkazów. II/14 pal wraz z 57 pp w rejonie Piątku, Sułkowic stanowił odwód dywizji. W nocy III/14 pal wraz z 58 pp został wprowadzony do I rzutu natarcia dywizji w rejonie Jasionna, Mąkolice. III dywizjon zajął stanowiska ogniowe w lesie Witów.          
11 września w godzinach przedpołudniowych 14 pal wspólnie z pułkami piechoty przeszedł do dalszego pościgu za nieprzyjacielem. 14 DP otrzymała za zadanie opanowania przedmiotów natarcia wsi Osse, Koźle i lasu Pludwiny oraz do końca dnia wzg. 159,4. Na Koźle i Osse prowadził pościg, a następnie natarcie 55 pp z I dywizjonem. Na las Pludwiny 58 pp i 57 pp (bez batalionu) z III dywizjonem, dowództwem pułku i II dywizjonem (bez 4/14 pal). Batalion I/57 pp wraz z 4/14 pal został podporządkowany Wielkopolskiej Brygadzie Kawalerii, celem wsparcia jej natarcia na Głowno. Wieczorem zluzował 7 pułk strzelców konnych na stanowiskach w rejonie Helenowa. Ok. godz. 16:00 55 pp zajął Osse i Koźle, I dywizjon zajął stanowiska ogniowe we wsiach Sadówka i Gozdów. W późnych godzinach wieczornych, I/14 pal wspomagał ogniem armat odparcie niemieckiego kontrataku na Osse i Koźle. W wyniku ostrzału niemieckiej artylerii ciężkiej na obie miejscowości poległ kpt. Zygmunt Lisowski. W godzinach popołudniowych batalion III/57 pp wraz z 6 baterią armat dokonały wypadu na Besiekierz, Warszyce, celem nawiązania łączności z 17 Dywizją Piechoty. W trakcie wypadu 6/14 pal ostrzelała stanowiska niemieckiej artylerii w Mieście Ogrodzie Sokolniki. Od godz. 17:00 III dywizjon haubic i 5 bateria armat wspierały 58 pp i batalion II/57 pp w ciężkich walkach o las Pludwiny. 12 września o świcie bateria 6/14 pal wraz z batalionem III/57 pp zajęła stanowiska ogniowe w rejonie Kwilno, Feliksów osłaniając zachodnie skrzydło 14 DP. Od godz. 6:00 bateria 4/14 pal wspierała natarcie batalionu I/57 pp na Głowno w ramach Wielkopolskiej BK. W godzinach popołudniowych natarcie zostało zatrzymane na przedmieściach Głowna. Od godzin porannych na stanowiska 55 pp w rejonie Koźle i Osse wyszedł kolejny niemiecki atak. W trakcie zmiany stanowisk ogniowych przez baterię 3/14 pal został śmiertelnie ranny kpt. Zygmunt Piechocki. Przez resztę dnia 12 września I i III dywizjony oraz 5 bateria wspierały zacięte walki 55, 58 pp i 57 pp (bez dwóch batalionów) na linii Osse, Koźle, Sadówka, Pludwiny, Wola Mąkowska. O zaciętości walk świadczy np. pięciokrotne przechodzenie z rąk do rąk wsi Pludwiny. Z uwagi na wyczerpanie impetu natarcia GO gen. bryg. Edmunda Knoll-Kownackiego i zmianę koncepcji natarcia, w godzinach nocnych nastąpiło wstrzymanie natarcia 14 DP i wycofanie jej wraz resztą wojsk na północny brzeg Bzury.              
Przed północą odwrót rozpoczął jako pierwszy II/14 pal (bez 4 baterii), wraz z 57 pp (bez I batalionu), który miał osłonić przyczółek na południowym brzegu Bzury. 13 września o świcie 5/14 pal zajęła stanowiska ogniowe w rejonie wzg. 102 i dworu Pęcławice, a 6/14 pal zajęła stanowiska ogniowe w rejonie wsi Włostowice. III/14 pal wraz z 58 pp ok. północy oderwały się od nieprzyjaciela przechodząc w rejon Młogoszyna. Bateria 4/14 pal wraz z I/57 pp, w składzie Wielkopolskiej BK, wycofała się nocą 12/13 września poprzez Bielawy i Sobotę, na północny brzeg Bzury. Jako ostatni ok. godz. 5:00 13 września zszedł z linii 55 pp pod osłoną I/14 pal rozmieszczonych na stanowiskach ogniowych w Gozdowie i Nowym Gozdowie. W godzinach popołudniowych 13 września I dywizjon zajął stanowiska na północnym brzegu Bzury, w rejonie Krzyżanówek, Pawłowic, folwarku Jagniątki. II dywizjon (bez 4/14 pal) pozostał na południowym brzegu Bzury, na przyczółku jak o świcie. III dywizjon na północnym brzegu Bzury, na północ od Młogoszyna. Bateria 4/14 pal w składzie Wielkopolskiej BK w rejonie Urzecze, Strugienice. Po wypoczynku głównych sił 14 DP na północnym brzegu Bzury, podjęto nocny marsz 13/14 września w rejon Dębowa Góra, Bąków, Bogoria. 58 pp wraz z III dywizjonem haubic obsadził linię Bzury od Woli Kałkowej do Urzecza. O godz. 6:00 bateria 9/14 pal zajęła stanowiska ogniowe we wsi Wewiórz, 8/14 pal w kolonii Kościuszki a 7/14 pal w Karpinie. W godzinach przedpołudniowych I/14 pal zatrzymał się na postoju w Wewiórze, II/14 pal (bez 4 baterii) na postoju w Bogorii i Bąkowie. Bateria 4/14 pal nad Bzurą, na odcinku Urzecze-Strugienice. Po krótkim wypoczynku przegrupowano do wieczora II dywizjon (bez 4 baterii) w rejon Zdun Kościelnych, a I dywizjon do rejonu Bogoria, Bąków i Kościuszki. Armaty obu dywizjonów zajęły stanowiska przeciwpancerne.              
W godzinach nocnych 14/15 września, większość 14 DP podjęła marsz. I/14 pal wraz z 55 pp przemieścił się poprzez Bąków, Zduny i Szymanowice, II/14 pal (bez 4/14 pal) wraz z 57 pp (bez I/ 57 pp) poprzez Jackowice, Złaków Kościelny. W obronie Bzury na odcinku jak poprzednio pozostał III/14 pal wraz z 58 pp, wchodząc w skład Oddziału Wydzielonego „Sobota”, podległego bezpośrednio gen. bryg. Knoll-Kownackiemu. Z uwagi na niepowodzenie natarcia na Skierniewice Grupy Operacyjnej gen. bryg. Mikołaja Bołtucia z Armii „Pomorze”, do głównego uderzenia wyznaczono GO gen. Edmunda Konoll-Kownackiego. W tym celu nastąpiły przegrupowania 14 DP do rejonów wyjściowych do planowanego natarcia. 15 września, ok. godz. 10:00, 14 pal dotarł do wyznaczonych rejonów zatrzymując się I dywizjonem w Wyborowie i II dywizjonem na południe od Chąśna. W Chąśnie do II dywizjonu dołączyła bateria 4/14 pal, która przeszła przez Zduny i Złaków Kościelny. W trakcie postoju została zbombardowana przez niemieckie lotnictwo 6/14 pal; nie poniosła większych strat. III/14 pal tego dnia prowadził ostrzał podchodzących do Bzury oddziałów niemieckich. Zajął on stanowiska ogniowe w rejonie kolonii Kościuszek, wsi Zakrzew, jako artyleria ogólnego działania, wysuwając 8 baterię haubic w rejon Soboty do wsparcia broniącego przeprawy wzmocnionego batalionu III/58 pp. W trakcie walk w rejonie Zakrzewa poległ oficer ogniowy 8/14 pal ppor. Jan Loga. Po południu III/14 pal bez (9/14 pal), wraz z większością 58 pp, odmaszerowała do Karnkowa. 9 bateria haubic pozostała na odcinku, gdzie weszła w skład OW płk. Alfreda Konkiewicza z 17 DP. 14 DP podjęła marsz w kierunku dolnego biegu Bzury. O godz. 18:30 I/14 pal wraz z 55 pp podjął marsz przez Karnków, Wicie, dwór Jeziorko do rejonu Erminów, Bronisławy, Szwarocin; w straży przedniej maszerowała 1/14 pal. O godz. 19:00 rozpoczął przemarsz w dwóch kolumnach II/14 pal; kolumna główna poprzez Litynek, Emilianów z większością 57 pp, kolumna boczna poprzez Wicie, dwór Złota z 6/14 pal i III/57 pp. Ok. godz. 23:00 zwiad II dywizjonu rozpoznał w lesie Emilianów oddziały niemieckie.                
16 września o świcie pododdziały 14 pal znajdowały się: I/14 pal na stanowiskach ogniowych we wsi Szwarocin Stary i we dworze Szwarocin, 6/14 pal we wsi Wicie, większość II/14 pal we wsi Jeziorko, III/14 pal (bez 9/14 pal) w marszu do Karnkowa, bateria 9/14 pal na stanowiskach ogniowych w Sobocie. Od godz. 6:00 57 pp, bez wsparcia artylerii, pod osłoną porannej mgły, przystąpił do natarcia na wieś i las Emilianów, bronione przez oddziały niemieckiej 19 DP i 1 Dywizji Pancernej. Po częściowym powodzeniu natarcia, na skutek silnego ognia broni maszynowej i niemieckiej artylerii, pułk wycofał się na podstawy wyjściowe. O godz. 8:00 ponowne natarcie 57 pp i 18 pułku piechoty z 26 Dywizji Piechoty, ze wsparciem II dywizjonu 14 pal, 14 dac, 7 pułku artylerii ciężkiej i innych jednostek artylerii na las Emilianów nie uzyskało powodzenia. W tym czasie na wieś Bronisławy prowadził natarcie 55 pp wraz ze wsparciem I dywizjonu 14 pal. Około godz. 10:30 w lukę pomiędzy 55 pp i 57 pp, w rejonie pomiędzy Emilianowem a Szwarocinem, przy silnym wsparciu artylerii niemieckiej i lotnictwa, uderzyły ugrupowane w trzech rzutach dwa bataliony czołgów z 1 pułku pancernego niemieckiej 1 DPanc. Czołgi niemieckie rozbiły III/57 pp, rozjechały i rozbiły 14 dac. II/57 pp z armatami ppanc., z plutonem artylerii piechoty oraz z bezpośrednim wsparciem baterii 6/14 pal, odparł niemieckie natarcie czołgów; 6 bateria zniszczyła 5 czołgów niemieckich. Natarcie czołgów niemieckich skierowało się w kierunku dworu Jeziorka; tam w trakcie zaciekłej obrony został zniszczony II dywizjon 14 pal z 4 i 5 baterią. W walce poległo wielu żołnierzy, wśród nich ppor. Henryk Dudełło, ppor. Wiktor Zboralski. Wielu żołnierzy zostało rannych i dostało się do niewoli, wśród nich ciężko ranny kpt. Marian Żuliński. Resztki II dywizjonu z 6 baterią i piechotą z 57 pp wycofały się w kierunku Karnkowa.
O godz. 7:00 9 bateria haubic i batalion III/58 pp zostały zmuszone przez natarcie niemieckie do opuszczenia odcinka obrony nad Bzurą, w rejonie Soboty. Bateria zajęła stanowiska ogniowe na linii Zakrzew, kolonia Kościuszki. Od godz. 9:00 w rejonie Karnkowa wypoczywał III dywizjon haubic 14 pal (bez 9/14 pal) wraz z niepełnym 58 pp. Około południa od strony Jeziorek do Karnkowa zbliżyły się niemieckie czołgi, z dystansu ok. 1000 metrów zostały ostrzelane przez haubice 7 i 8 baterii, a także przez trzy armaty 6 baterii, która włączyła się do walki. Dodatkowo obronę wsparła ocalała haubica z 14 dac. W wyniku bezpośredniego ognia na wprost zatrzymano natarcie niemieckie, zmuszono czołgi do wycofania się oraz unieszkodliwiono ogniem haubic i armat 27 czołgów niemieckich. Ok. godz. 14:00 zgrupowanie niemieckich czołgów pojawiło się w rejonie Szwarocina; zostało ono zatrzymane zmasowanym ogniem i ostrzałem pośrednim przez cały I dywizjon 14 pal; w ostrzale unieruchomiono 10 czołgów niemieckich, pozostałe wycofały się. W godzinach popołudniowych 6 bateria armat wspierała obronę I i II batalionów 57 pp oraz resztek III batalionu tego pułku, ze stanowisk ogniowych pomiędzy zachodnim skrajem wsi Wicie, a Błędowem. Wieczorem z uwagi na niemieckie natarcie I dywizjon zajął stanowiska ogniowe w głębi wsi Szwarocin. Ok. godz. 18:00 9 bateria z III/58 pp wykonała odwrót w rejon Złakowa Borowego, docierając tam ok. północy.                       
17 września ok. godz. 3:00, z rejonu Błędów, Karnków, wymaszerowały baterie: 6, 7 i 8, 14 pal wraz z 58 pp (bez III batalionu) i z pozostałościami 57 pp, przez Iłów do Bud Starych. W rejonie Iłowa kolumna 14 DP została zbombardowana przez lotnictwo niemieckie, skutkiem czego większość działonów 14 pal została zniszczona. O świcie 17 września I dywizjon nadal pozostawał na stanowiskach ogniowych w Szwarocinie wraz z 55 pp. Ok. godz. 9:30 podjęto decyzję o opuszczeniu zajmowanych stanowisk. I/14 pal wraz z 55 pp podjął marsz, sforsował rzekę Witonię i przemieszczał się na północ, poprzez Rybno, Korolków Rybnowski, Antosin, Wężyki. O godz. 14:00 stanął na postój w Giżycach. Następnie dywizjon maszerował w kierunku Bud Iłowskich. W rejonie Nowej Wsi został zbombardowany przez niemieckie lotnictwo. Ukrywał się przed bombardowaniami w lesie na północ od Nowej Wsi; bombardowania trwały do godzin nocnych, spowodowały znaczne straty osobowe i w sprzęcie. Poległ między innymi ppor. Witold Dobrogoyski. W godzinach nocnych sformowano dwie baterie I dywizjonu 14 pal, które podjęły marsz w kierunku przepraw przez Bzurę. Dotarły przed północą do gajówki Januszew na zachód od Kamiona. 9 bateria haubic ok. godz. 3:00 17 września podjęła marsz do rejonu Luszyn, Model. Zajęła o godz. 9:00 stanowiska ogniowe w folwarku Poddębina. Ok. godz. 18:00 rozpoczęła dalszy marsz po trasie Lubików, Osmolin, Byki, Wszeliwy, Kaptury i Brzozów Stary.                       
18 września o godz. 5:00 dotarła do rejonu Brzozów, Zalesie, po czym w godzinach popołudniowych osiągnęła rejon Kamiona, gdzie dołączyła do dwóch baterii I dywizjonu. W godzinach popołudniowych wspierała nieudaną próbę forsowania Bzury przez batalion III/58 pp. Ok. godz. 17:00 zbiorczy I dywizjon 14 pal, wraz z zebraną piechotą 14 DP, wyruszył do natarcia w kierunku na Przęsławice. Skuteczne wsparcie zbiorczego dywizjonu 14 pal umożliwiło piechocie 14 DP, za cenę olbrzymich strat, sforsowanie Bzury. Ok. godz. 23:00 przemieszane i rozproszone oddziały 14 DP dotarły do zachodniego skraju Puszczy Kampinoskiej.                            

#### W Puszczy Kampinoskiej i w Warszawie
W dniach 19-22 września rozproszone resztki 14 pal w małych grupach przebijały się przez puszczę się do Warszawy. W trakcie czego polegli mjr Leszek Lubicz-Nycz i por. Jan Bronikowski. Grupa ok. 100 żołnierzy, pod dowództwem ppłk. Michała Terleckiego, z mjr. Janem Kowalskim i por. Michałem Ignatowiczem, 20 września dotarła do Palmir, skąd 21 września przebiła się na Bielany do Warszawy. Z żołnierzy 14 pal odtworzono w Warszawie II dywizjon 25 pułku artylerii lekkiej, który walczył na pododcinku „Północ” na Żoliborzu. W trakcie walk poległ ppor. dr Seweryn Krzyżański. Żołnierze 14 pal poszli do niewoli 28 września po kapitulacji stolicy.

### Oddział Zbierania Nadwyżek 14 pal
Oddział Zbierania Nadwyżek 14 pal powstał po zmobilizowaniu pułku i pozostałych pododdziałów przewidzianych planem mobilizacyjnym. Wszystkie nadwyżki osobowe, wyposażenia, koni i broni, zostały załadowane do transportu kolejowego 27 i 28 sierpnia i zostały wysłane 28 sierpnia do miejsca mobilizowania Ośrodka Zapasowego Artylerii Lekkiej nr 7. Początkowo ośrodek miał stacjonować i formować się w Kielcach w koszarach 2 pułku artylerii lekkiej Legionów. Z uwagi na to, że w koszarach miały się mobilizować w ramach mobilizacji powszechnej II i III dywizjony 55 pułku artylerii lekkiej, mobilizację Ośrodka Zapasowego przeniesiono do Chęcin. OZN 14 pal w momencie przybycia do Chęcin liczył 6 oficerów, 4 podchorążych i ok. 300 szeregowych. Dowódcą OZN 14 pal był kpt. Jan Rojek. W dniu 1 września OZN 14 pal w Chęcinach został zbombardowany; nalot nie wyrządził szkód. Ze względu na to, że do Kielc nie dotarły OZN 17 pal i OZN 25 pal, tylko OZN 14 pal stanowił on podstawę do sformowania OZAL nr 7. Od 31 sierpnia prowadzono na miejscu mobilizacje rezerwistów, koni i wozów. 3 września do Chęcin dotarł ppłk Jan Teuchman z grupą 20 oficerów jako kadrą dla Ośrodka Zapasowego. Przekazano dla formującego się w Kielcach 55 pal 70 koni ze stanu Ośrodka. 4 września wieczorem OZN 14 pal wymaszerował na wschód poprzez Kielce, Opatów, Annopol. Dalej bez styczności z nieprzyjacielem przeprawił się przez Wisłę, poprzez Kraśnik i Chełm Lubelski dotarł nad Bug do Dubienki, po czym skierowany został do Kamionki Strumiłowej. 13 września otrzymał rozkaz dyslokacji do Kałusza, gdzie rozkazem Naczelnego Wodza koncentrowano siły do obrony tzw. „przedmościa rumuńskiego”. W trakcie marszu część OZN 14 pal rozproszyła się, ale większość z ppłk. Teuchmanem dotarła 16 września do Kałusza. 17 września, na wieść o wkroczeniu wojsk sowieckich, oddział wyruszył marszem do granicy węgierskiej. Granicę przekroczył 19 września na Przełęczy Tatarskiej i został internowany.     
| Struktura organizacyjna i obsada personalna we wrześniu 1939 | Struktura organizacyjna i obsada personalna we wrześniu 1939 | Struktura organizacyjna i obsada personalna we wrześniu 1939 |
| Stanowisko                                                   | Stopień, imię i nazwisko                                     | Uwagi                                                        |
| Dowództwo                                                    | Dowództwo                                                    | Dowództwo                                                    |
| ------------------------------------------------------------ | ------------------------------------------------------------ | ------------------------------------------------------------ |
| dowódca pułku                                                | ppłk art. mgr Michał Terlecki                                | 12 IX ranny pod Mąkolicami                                   |
| adiutant                                                     | por. Mikołaj Ignatowicz                                      | ranny 20 IX pod leśniczówką Sieraków                         |
| oficer zwiadowczy                                            | por. rez. inż. Kazimierz Władysław Nowicki                   |                                                              |
| oficer obserwacyjny                                          | ppor. Witold Lipiński                                        |                                                              |
| oficer łączności                                             | por. Jerzy Kulik                                             | †4 XI zmarł z ran w szpitalu w Łodzi                         |
| oficer broni                                                 | por. Michał Krauze                                           |                                                              |
| oficer łącznikowy do piechoty                                | ppor. rez. Kazimierz Hedinger                                | †18 IX nad Bzurą                                             |
| dowódca plutonu topograficzno-ogniowego                      | ppor. rez. Stefan Burzyński                                  | ciężko ranny nad Bzurą                                       |
| oficer nadliczbowy                                           | ppor. rez. inż. Józef Franciszek Ksawery Zoll                |                                                              |
| I dywizjon armat                                             |                                                              |                                                              |
| dowódca I dywizjonu                                          | mjr Jan Kowalski VII                                         | 21 IX ranny pod Burakowem                                    |
| adiutant dywizjonu                                           | por. rez. Mieczysław Muszyński                               |                                                              |
| oficer zwiadowczy                                            | ppor. Janusz Tetzlaff                                        |                                                              |
| oficer obserwacyjny                                          | ppor. Stanisław Kasprzak                                     |                                                              |
| oficer łączności                                             | por. Stefan Schmidt                                          |                                                              |
| oficer łącznikowy do piechoty                                | ppor. Alfred Czerwenny                                       |                                                              |
| oficer płatnik                                               | ppor. Franciszek Janietz                                     |                                                              |
| oficer żywnościowy                                           | por. Józef Kostkowski                                        |                                                              |
| lekarz dywizjonu                                             | ppor. lek.Józef Bardasz                                      |                                                              |
| lekarz weterynarii dywizjonu                                 | ppor. lek. wet. Eugeniusz Senator                            |                                                              |
| dowódca kolumny amunicyjnej                                  | por. rez. Adam Józef Misiak                                  |                                                              |
| dowódca 1 baterii                                            | por. Jan Bronikowski                                         | †21 IX Puszcza Kampinoska                                    |
| oficer zwiadowczy                                            | ppor. Zygmunt Nowakowski                                     |                                                              |
| oficer ogniowy                                               | ppor. rez. inż. Ludwik Janusz Witkowski                      |                                                              |
| dowódca I plutonu                                            | ppor. Henryk Jamroży                                         |                                                              |
| dowódca II plutonu                                           | ppor. Marian Żelazny                                         |                                                              |
| dowódca 2 baterii                                            | kpt. Zygmunt Lisowski                                        | †11 IX                                                       |
| oficer zwiadowczy                                            | ppor. Witold Dobrogoyski                                     | †17 IX                                                       |
| oficer ogniowy                                               | ppor. rez. Edmund Łyskowski                                  |                                                              |
| dowódca I plutonu                                            | ppor. Dezydery Chłapowski                                    |                                                              |
| dowódca II plutonu                                           | ppor. Henryk Pleciński                                       |                                                              |
| dowódca 3 baterii                                            | kpt. Zygmunt Piechocki                                       | †12 IX                                                       |
| oficer zwiadowczy                                            | ppor. rez. Ludwik Kościelski                                 |                                                              |
| oficer ogniowy                                               | por. rez. Aleksander Ostrowski                               |                                                              |
| dowódca I plutonu                                            | ppor. Władysław Barcikowski                                  |                                                              |
| dowódca II plutonu                                           | ppor. Janusz Tuchołka                                        |                                                              |
| II dywizjon armat                                            |                                                              |                                                              |
| dowódca II dywizjonu                                         | mjr Leszek Lubicz-Nycz                                       | †20 IX Łomianki                                              |
| adiutant dywizjonu                                           | por. rez. Kazimierz Motyliński                               |                                                              |
| oficer zwiadowczy                                            | ppor. Henryk Dudełło                                         | †15 IX                                                       |
| oficer obserwacyjny                                          | ppor. rez. Kazimierz Zieliński                               |                                                              |
| oficer łączności                                             | ppor. rez. Edward Rojek                                      |                                                              |
| oficer łącznikowy do piechoty                                | ppor. rez. Zbigniew Łukomski                                 |                                                              |
| oficer płatnik                                               | ppor. Stanisław Kowalski                                     |                                                              |
| oficer żywnościowy                                           | ppor. Wiesław Pałaszewski                                    |                                                              |
| lekarz dywizjonu                                             | ppor. lek. dr Adam Jankowiak                                 |                                                              |
| lekarz weterynarii dywizjonu                                 | ppor. lek. wet. Kazimierz Suchodolski                        |                                                              |
| dowódca kolumny amunicyjnej                                  | ppor. rez. dr Józef Fietkiewicz                              |                                                              |
| dowódca 4 baterii                                            | kpt. Marian Żuliński                                         |                                                              |
| oficer zwiadowczy                                            | ppor. rez. Kazimierz Ratajczak                               |                                                              |
| oficer ogniowy                                               | ppor. rez. Tadeusz Wałkowski                                 |                                                              |
| dowódca I plutonu                                            | ppor. Seweryn Ługowski                                       |                                                              |
| dowódca II plutonu                                           | ppor. Jan Urbaniak                                           |                                                              |
| dowódca 5 baterii                                            | kpt. Aleksander Lichoń                                       |                                                              |
| oficer zwiadowczy                                            | ppor. rez. Wiktor Zboralski                                  | †16 IX                                                       |
| oficer ogniowy                                               | ppor. rez. dr Henryk Bogdański                               |                                                              |
| dowódca I plutonu                                            | ppor. Seweryn Krzyżański                                     |                                                              |
| dowódca II plutonu                                           | ppor. Marian Kowal                                           |                                                              |
| dowódca 6 baterii                                            | kpt. Stanisław Morawski                                      |                                                              |
| oficer zwiadowczy                                            | ppor. rez. Ludwik Baraniak                                   |                                                              |
| oficer ogniowy                                               | ppor. rez. Edward Korbik                                     |                                                              |
| dowódca I plutonu                                            | ppor. Władysław Krawczyk                                     |                                                              |
| dowódca II plutonu                                           | ppor. Jan Chodakowski                                        |                                                              |
| III dywizjon haubic                                          |                                                              |                                                              |
| dowódca III dywizjonu                                        | mjr art. Jan Szwed                                           |                                                              |
| adiutant dywizjonu                                           | kpt. Kazimierz Janiszewski                                   |                                                              |
| oficer zwiadowczy                                            | ppor. Zbigniew Marciniecki                                   |                                                              |
| oficer obserwacyjny                                          | ppor. rez. Tadeusz Ziemowit Przybylski                       |                                                              |
| oficer łączności                                             | ppor. rez. Jan Schubert                                      |                                                              |
| oficer łącznikowy do piechoty                                | ppor. rez. Ludwik Karol Herbert                              |                                                              |
| oficer płatnik                                               | ppor. Marian Paluszkiewicz                                   |                                                              |
| oficer żywnościowy                                           | ppor. Bolesław Błoch                                         |                                                              |
| lekarz dywizjonu                                             | ppor. lek. dr Marian Kowalski                                |                                                              |
| lekarz weterynarii dywizjonu                                 | ppor. lek. wet. Włodzimierz Sawiński                         |                                                              |
| dowódca kolumny amunicyjnej                                  | por. Antoni Kwaśnik                                          |                                                              |
| dowódca 7 baterii                                            | kpt. Mieczysław Hrabowski                                    |                                                              |
| oficer zwiadowczy                                            | por. rez. Marceli Wierzbiński                                |                                                              |
| oficer ogniowy                                               | ppor. rez. Bogdan Konieczny                                  |                                                              |
| dowódca I plutonu                                            | ppor. Zdzisław Dydo                                          |                                                              |
| dowódca II plutonu                                           | ppor. Stefan Kaczor                                          |                                                              |
| dowódca 8 baterii                                            | por. Wojciech Nieciengiewicz                                 |                                                              |
| oficer zwiadowczy                                            | ppor. rez. Henryk Stańko                                     |                                                              |
| oficer ogniowy                                               | ppor. Jan Loga                                               | †15 IX                                                       |
| dowódca I plutonu                                            | ppor. Józef Olszewski                                        |                                                              |
| dowódca II plutonu                                           | ppor. Zbigniew Matuszewski                                   |                                                              |
| dowódca 9 baterii                                            | kpt. Franciszek Oleszczuk                                    |                                                              |
| oficer zwiadowczy                                            | por. rez. Władysław Chwiałkowski                             |                                                              |
| oficer ogniowy                                               | ppor. rez. Alfred Stachowiak                                 |                                                              |
| oficer ogniowy                                               | ppor. rez. Józef Stachowski                                  | od 30 VIII                                                   |
| dowódca I plutonu                                            | ppor. Jan Tritt                                              |                                                              |
| dowódca II plutonu                                           | ppor. Lucjan Hajduk                                          |                                                              |

## Symbole pułkowe

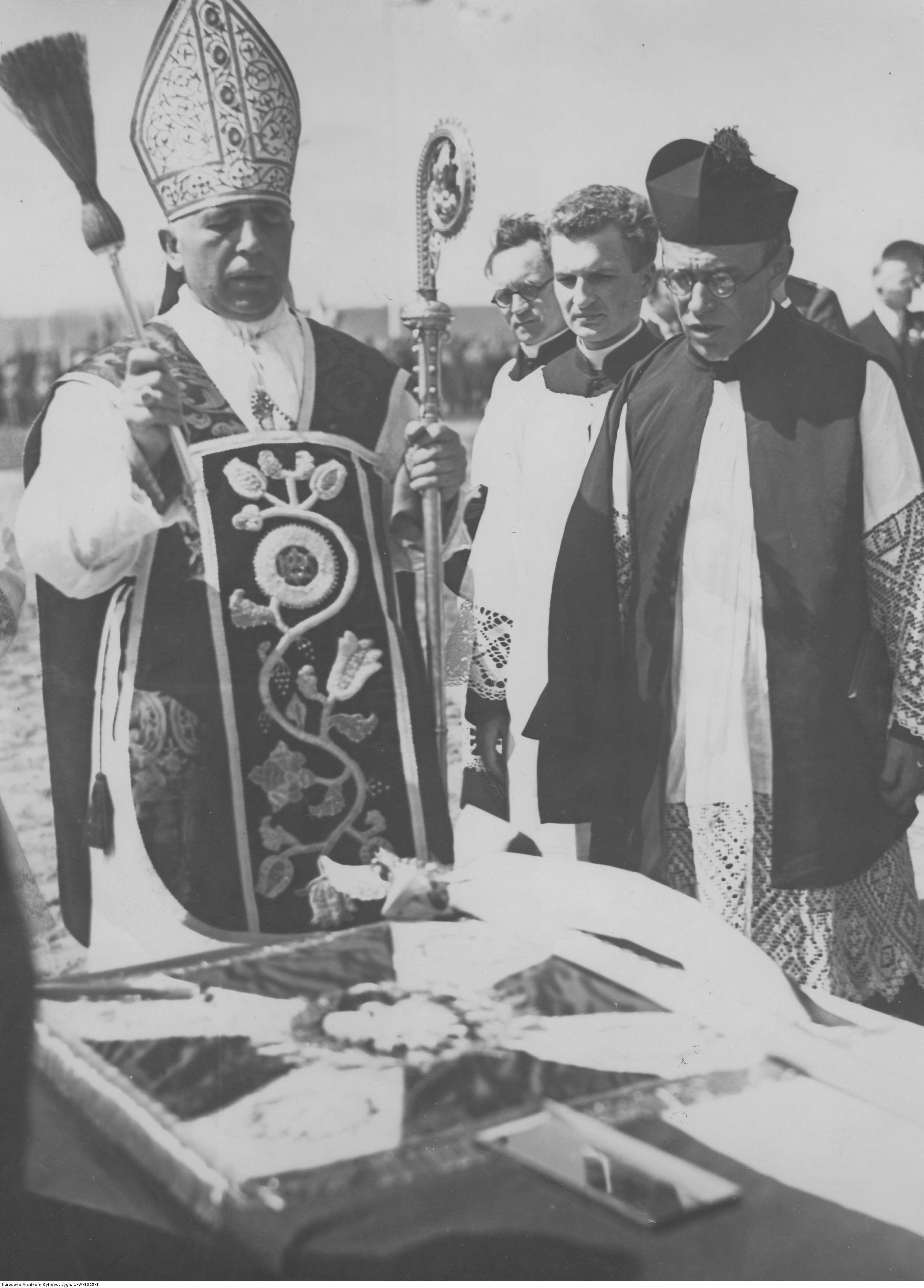
Wręczenie sztandarów pułkom artylerii z VII OK w Poznaniu 29 czerwca 1938 – biskup polowy Józef Gawlina święci sztandary.

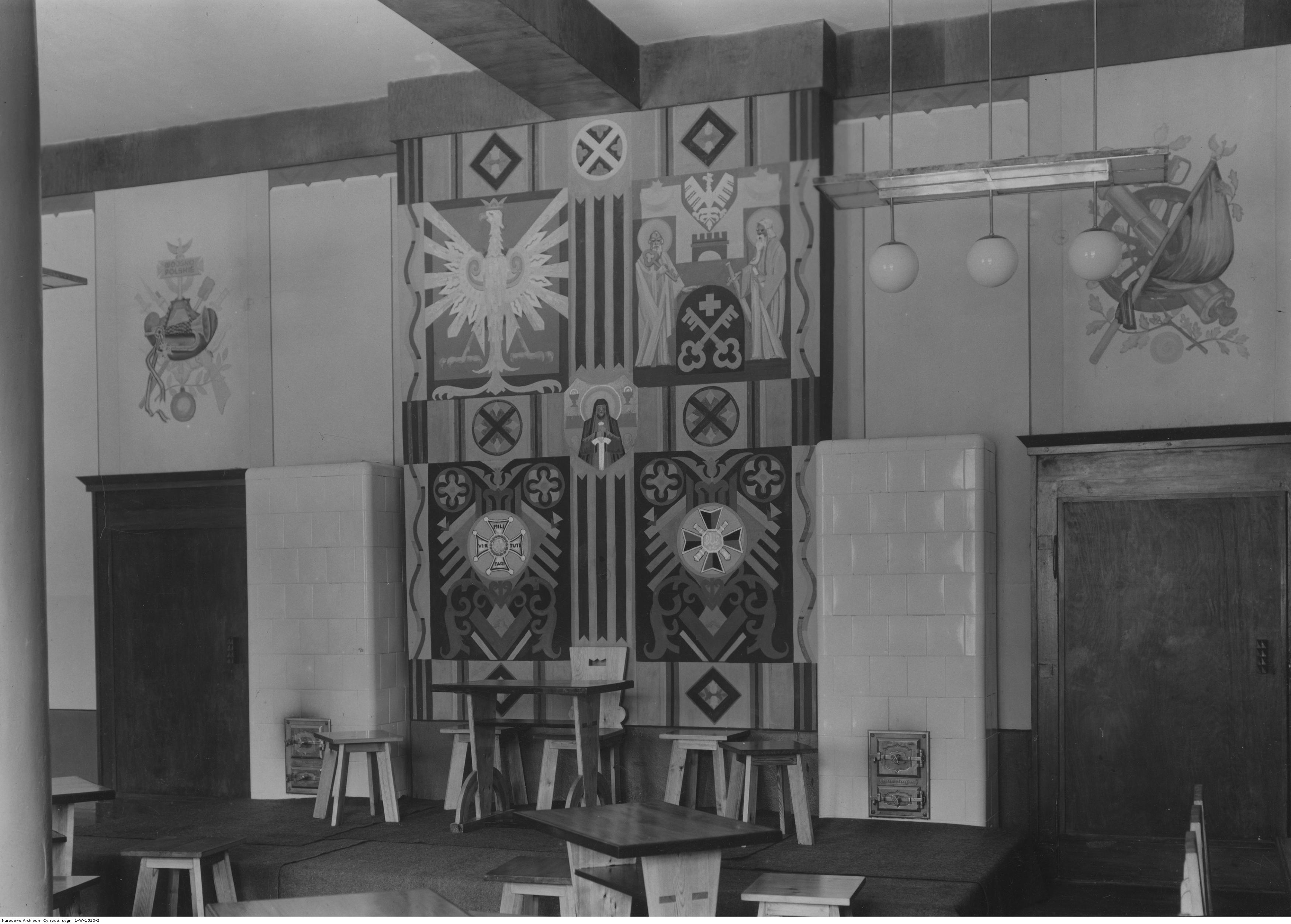
Świetlica żołnierska im. Marszałka Józefa Piłsudskiego w koszarach 14 pal. Wizerunki herbów Polski i Poznania, orderu Virtuti Militari i odznaki pułkowej.

### Sztandar
Nadanie sztandaru i zatwierdzenie jego wzoru ujęte zostało w Dodatku Tajnym nr 6 do Dziennika Rozkazów MSWojsk. z 5 maja 1938, nr 6, poz. 68.
W środę 29 czerwca 1938 w Poznaniu, na placu ćwiczeń artylerii, na Golęcinie-Sołaczu gen. dyw. Juliusz Rómmel, w imieniu Prezydenta RP, wręczył dowódcy pułku sztandar ufundowany przez społeczeństwo Miasta Poznania. W trakcie ceremonii gen. Rómmel zdjął z trąbki pułkowej krzyż VM i przypiął do sztandaru.
Tego samego dnia sztandary otrzymały także: 17 pal, 25 pal, 7 pac, 7 dak i 7 daplot. Wszystkie sztandary poświęcone zostały przez biskupa polowego Józefa Gawlinę. Ceremonia zakończona została defiladą, którą prowadził dowódca 7 Grupy Artylerii, płk art. Michał Jancewicz.

Sztandar został wykonany zgodnie z wzorem określonym w Dekrecie Prezydenta Rzeczypospolitej Polskiej z 24 listopada 1937 o znakach wojska i marynarki wojennej opublikowanym w Dzienniku Ustaw Rzeczypospolitej Polskiej nr 5 z 28 stycznia 1938.
Na prawej stronie płata znajdował się amarantowy krzyż, w środku którego wyhaftowano orła w wieńcu z wawrzynu. Na białych polach, pomiędzy ramionami krzyża, znajdowały się cyfry 14 w mniejszych wieńcach z wawrzynu.

Na lewej stronie płata sztandarowego, pośrodku krzyża kawaleryjskiego, znajdował się wieniec taki sam jak po stronie prawej, a w wieńcu trzywierszowy napis „HONOR I OJCZYZNA”.

### Odznaka pamiątkowa
27 maja 1924 roku Minister Spraw Wojskowych generał dywizji Władysław Sikorski zatwierdził odznakę pamiątkową 14 Pułku Artylerii Polowej. Odznaka o wymiarach 36x36 mm ma kształt krzyża maltańskiego z ramionami pokrytymi emalią ciemnozieloną i czarną, ze złoconymi krawędziami. W środku, na siedmiobocznej tarczy emaliowanej w kolorze białym numer i inicjały „14 PAP”. Między ramionami krzyża lufy armatnie z wizerunkiem orłów na dolnych częściach. Odznaka oficerska, jednoczęściowa, wykonana w srebrze, emaliowana i złocona. Autorem projektu odznaki był Piotr Dunin Borkowski, a wykonawcą Józef Pendowski z Poznania.

## Żołnierze pułku
Dowódcy pułku

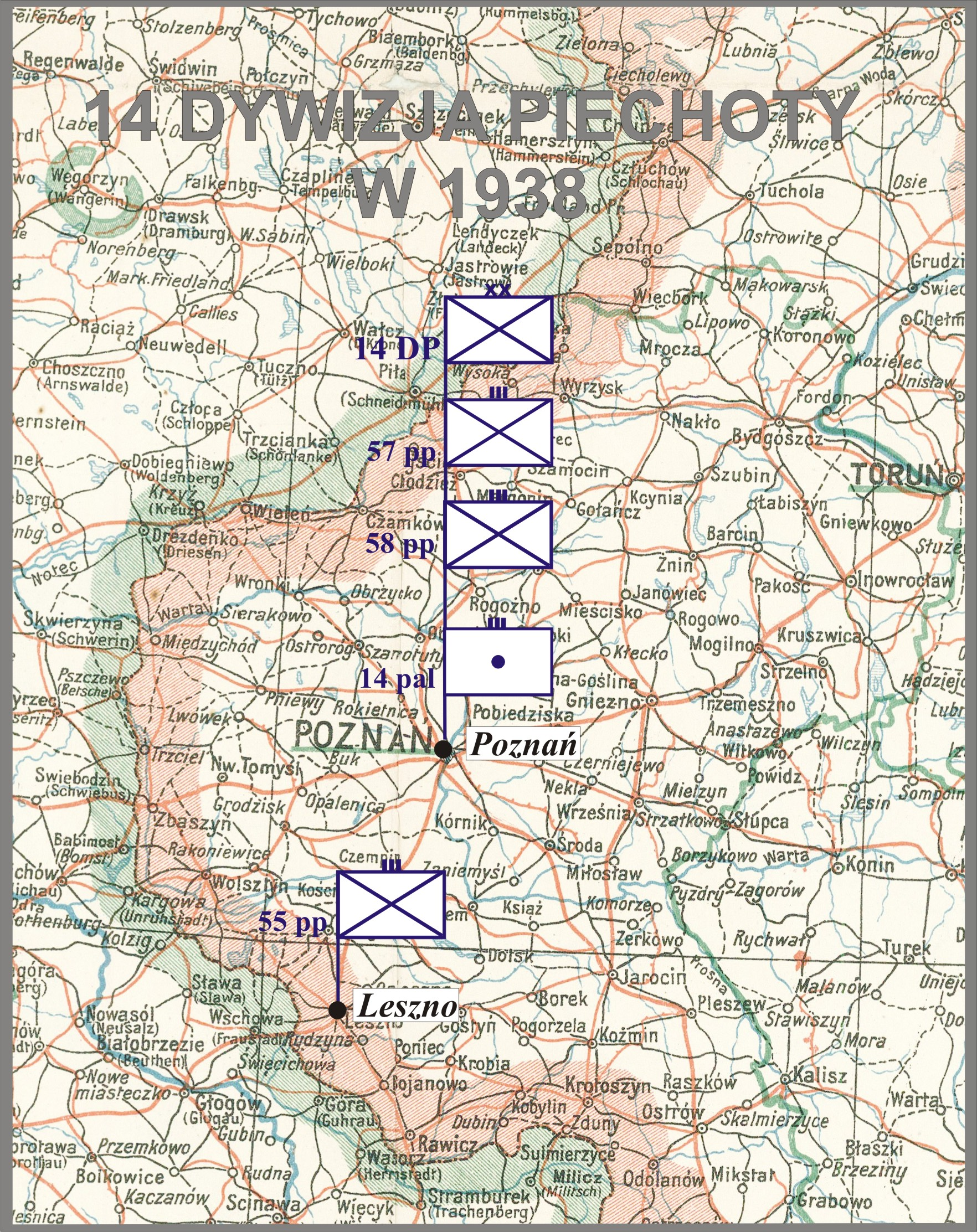
14 DP w 1938

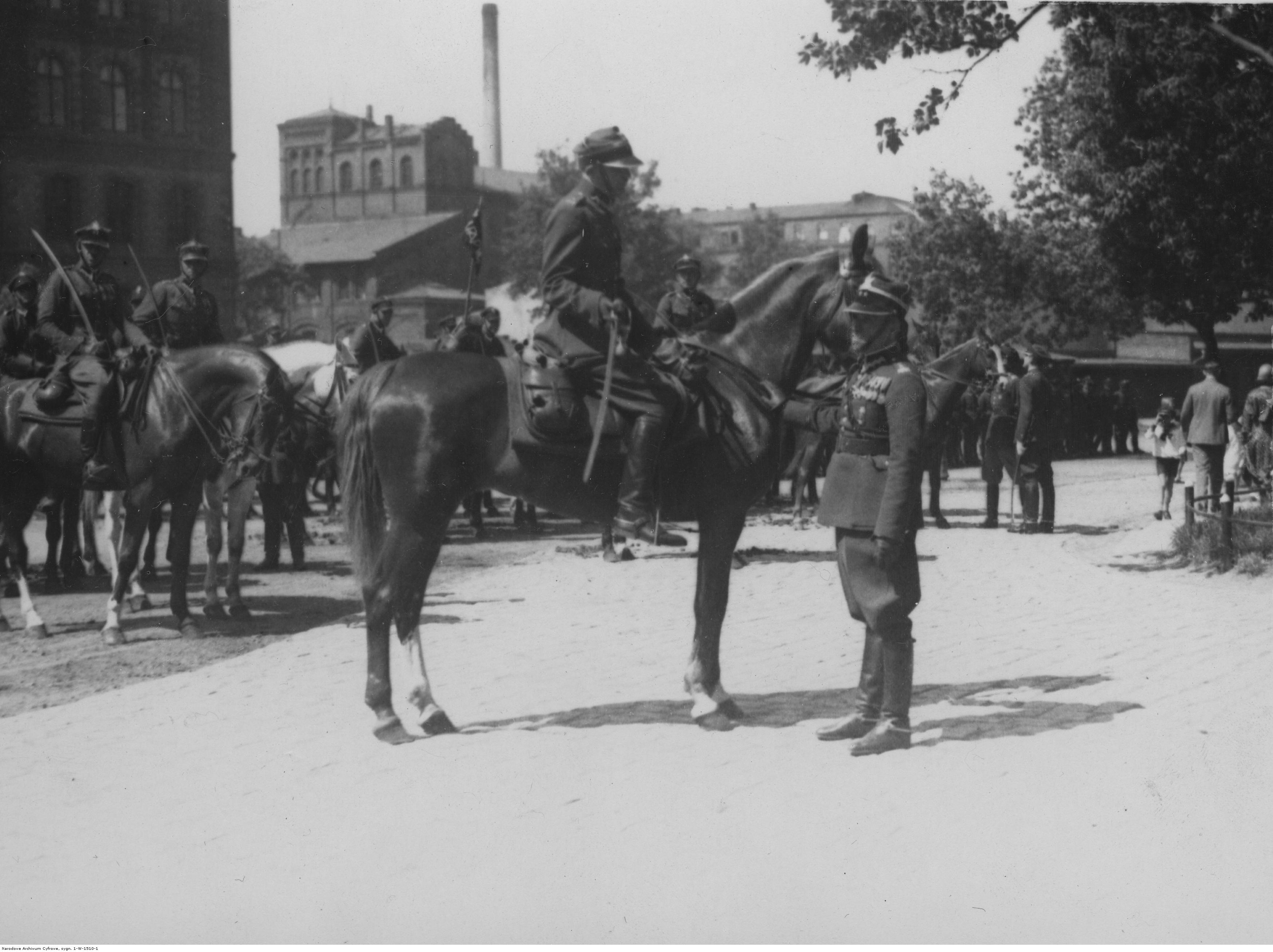
Święto 14 pal z Poznania - d-ca płk Michał Gałązka i mjr Jan Szwed (na koniu); czerwiec 1931 r.

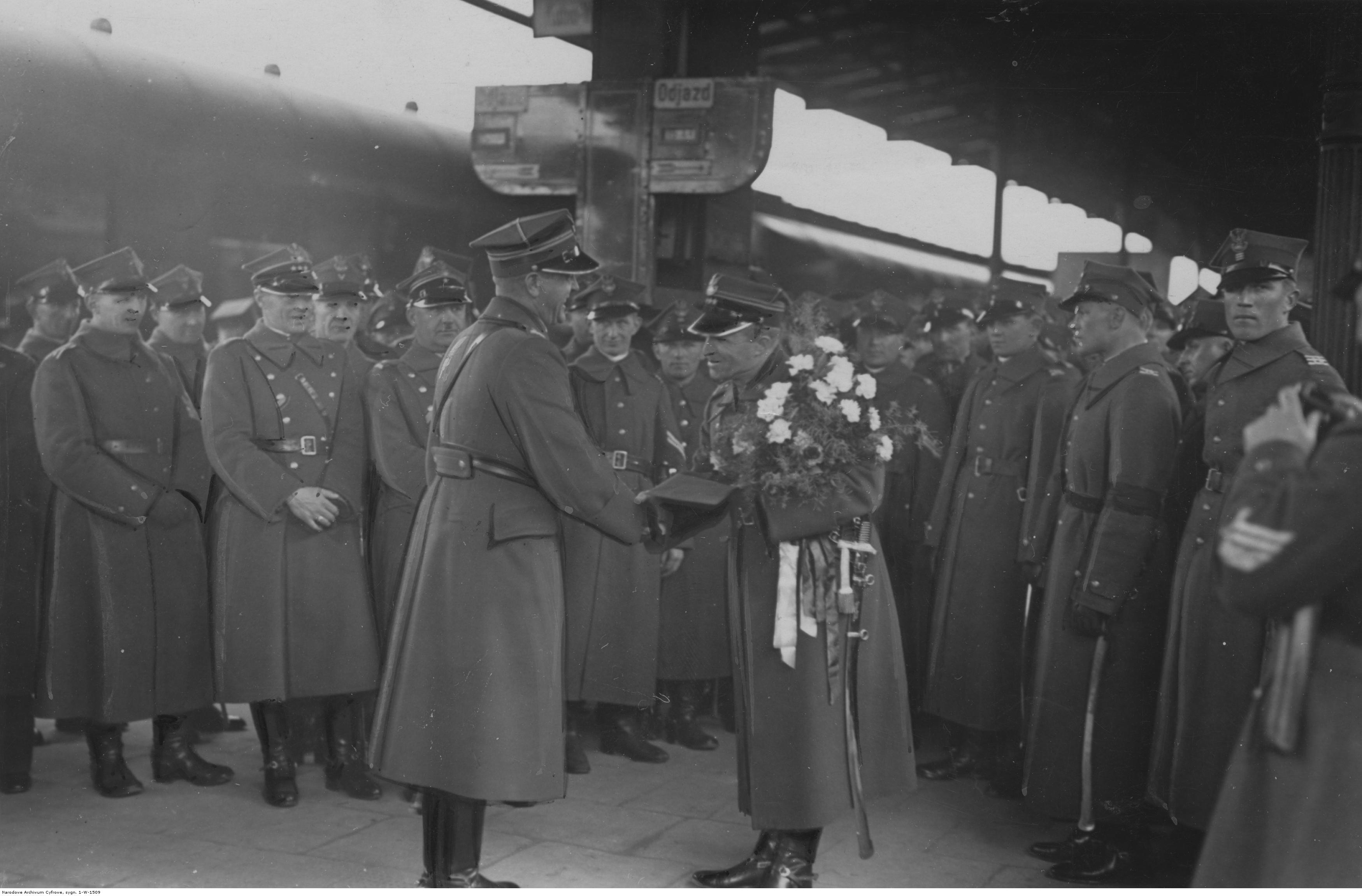
Szef sztabu 14 DP mjr Jan Kobylański żegna na dworcu wieloletniego dowódcę 14 pal płk. Michała Gałązkę.

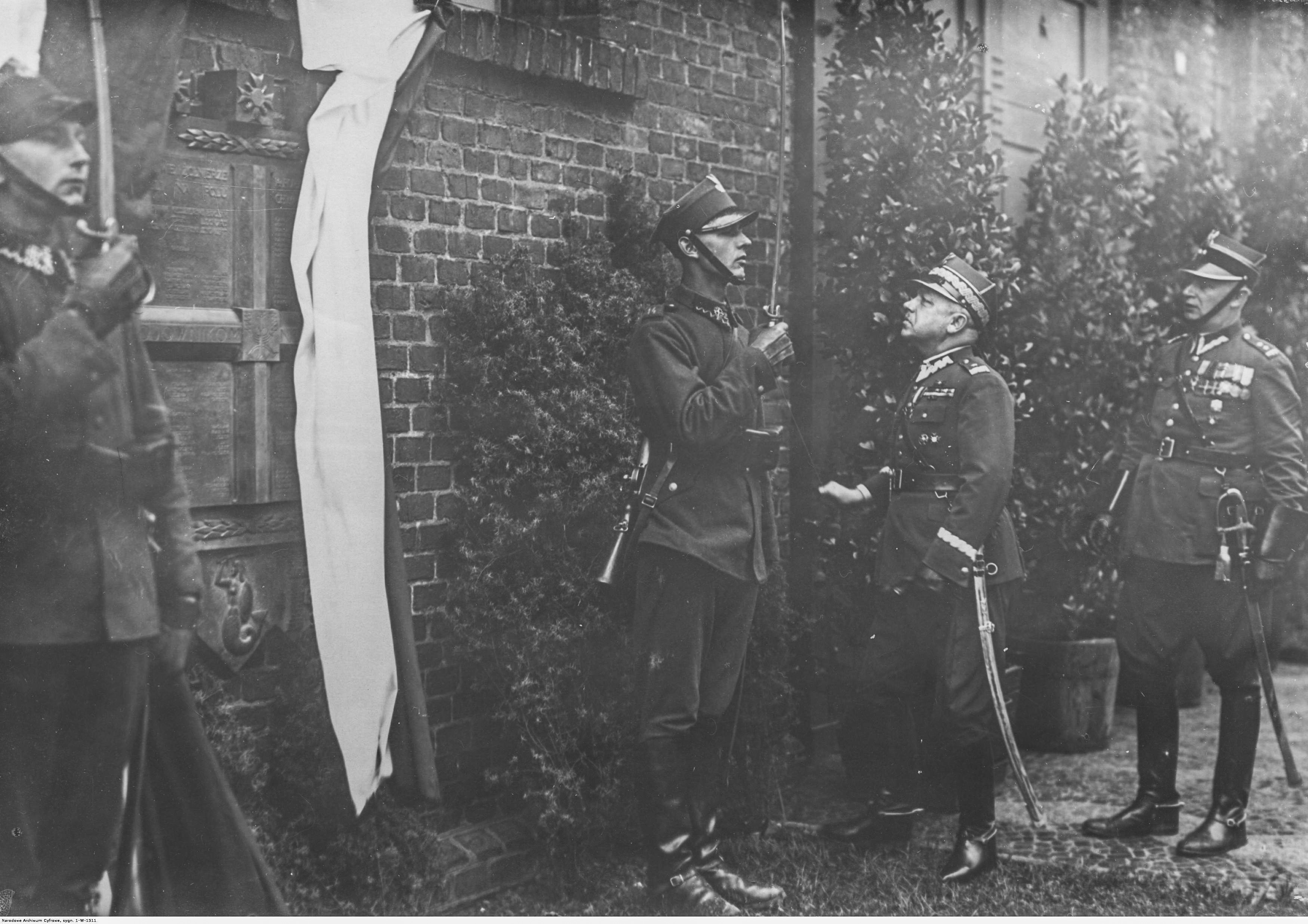
XX - lecie 14 pal - gen. bryg. Edmund Knoll-Kownacki odsłania tablicę pamiątkową na terenie koszar.

- płk art. Lucjan Kędzierski (do 8 VIII 1919, kiedy to pod Zasławiem został śmiertelnie ranny)
- ppłk art. Leon Dębski (p.o. od 8 VIII 1919)
- płk art. Antoni Heinrich (od 20 IX 1919)
- ppłk art. Erwin Mehlem (od 25 V 1920)
- ppłk art. Kazimierz Abdank-Kozubski (od 9 XI 1920, b. dowódca I/14 pac)
- ppłk art. Leon Dębski (1922)
- ppłk / płk art. inż. Tadeusz Kierski (1923 – 1928)
- płk Michał Gałązka (I 1930 – V 1936)
- ppłk art. Jan Franciszek Teuchmann (do 1 IX 1939[42])
- ppłk art. mgr Michał Terlecki (IX 1939)

Zastępca dowódcy pułku (od 1938 roku – I zastępca dowódcy)
- mjr art. Fryderyk Hönl (p.o. 1923[43] – 1924 → Szkoła Młodszych Oficerów Artylerii[44])
- ppłk art. Tadeusz Bogdanowicz (1924[45] – III 1929 → dowódca 2 dak[46])
- mjr art. Stanisław Uziembło (IV 1929[47] – X 1930 → referent bezpieczeństwa i dyscypliny w Komendzie Placu Poznań[48])
- mjr / ppłk art. Karol Błaszkowicz (1 XI 1930[49] – VIII 1931[50])
- mjr / ppłk art. Jerzy Wiktor Zaniewski (VIII 1931[51] – VI 1934 → rejonowy inspektor koni Gródek Jagielloński[52])
- ppłk art. Antoni Wereszczyński (VI 1934[53] – XII 1937 → dowódca 11 dak)
- ppłk art. mgr Michał Terlecki (do 1 IX 1939 → dowódca pułku[42])
- mjr art. Jan Szwed (II z-ca d-cy/kwatermistrz – do VIII 1939 → dowódca III dyonu)

Oficerowie i żołnierze pułku

### Żołnierze 14 pułku artylerii lekkiej - ofiary zbrodni katyńskiej
Biogramy ofiar zbrodni katyńskiej znajdują się między innymi w bazach udostępnionych przez Ministerstwo Kultury i Dziedzictwa Narodowego oraz Muzeum Katyńskie.
| Nazwisko i imię        | stopień              | zawód              | miejsce pracy przed mobilizacją | zamordowany |
| ---------------------- | -------------------- | ------------------ | ------------------------------- | ----------- |
| Baranowski Aleksander  | porucznik rezerwy    |                    |                                 | Katyń       |
| Marcinkowski Antoni    | kapitan rezerwy      | agronom            |                                 | Katyń       |
| Perepeliński Eugeniusz | podporucznik rezerwy | lekarz weterynarii | Rzeźnia Miejska w Mikstacie     | Katyń       |